# Semana Santa en Baeza
La Semana Santa en Baeza es la conmemoración anual de la Pasión, Muerte y Resurrección de Cristo llevada a cabo a través de los cultos externos de las corporaciones penitenciales —y tres gloriosas— de la ciudad con ocasión de la celebración litúrgica de la Pasión y la Pascua en el seno de la Iglesia católica.

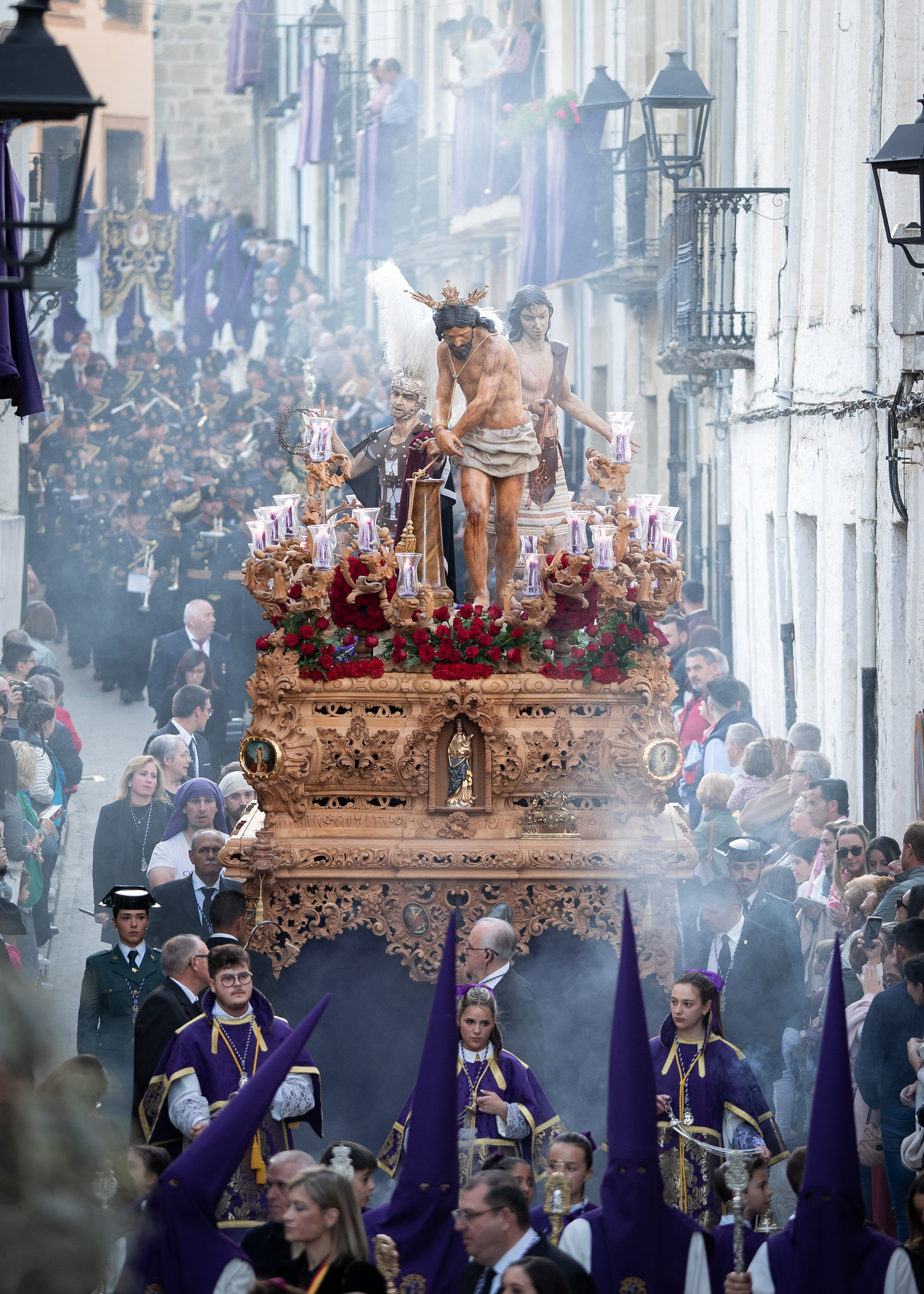
Paso del Cristo de la Columna de Baeza bajando por la Calle Rojo de Baeza el Miércoles Santo de 2023

Entre el Domingo de Ramos y el de Resurrección veintidós hermandades efectúan veintidós procesiones (eminentemente penitenciales, aunque en ellas se incluyan cinco gloriosas) con un total de treinta y cinco pasos (36 si se incluye la reliquia del lignum crucis). Tan extensa nómina cofrade no solo da cuenta de la importancia de la Semana Santa en la vida actual de la ciudad, sino que habla del rico pasado conventual de Baeza durante la Baja Edad Media y la Edad Moderna, cuando era una de las mayores urbes agrarias y manufactureras del Alto Guadalquivir, además de sede episcopal y de la Universidad teológica Santísima Trinidad.
En su configuración actual la Semana Santa en Baeza está regulada por la Agrupación Arciprestal de Cofradías, organismo que no solo publica oficialmente los horarios e itinerarios a seguir por las distintas hermandades en cada una de sus procesiones, sino que además vela por su cumplimiento. Para posibilitar este cometido todas las cofradías —según el horario establecido— han de pedir venia de paso por la carrera oficial establecida al efecto —situada, desde 2010, en la mitad baja de la calle S. Pablo (entre la Calle Aguayo y la Plaza de España).
La Semana Santa de Baeza fue declara Fiesta de Interés Turístico en 1980 por el Ministerio de Comercio y Turismo del Gobierno de España y de Interés Turístico Nacional de Andalucía en 1998 por la orden del 20 de mayo de 1997 de la Consejería de Turismo y Deporte de la Junta de Andalucía.  Ha sido retransmitida en dos ocasiones por TVE: en 1975 su Procesión General, y en 1999 dos procesiones —el Jueves y el Viernes Santo— para las cuales se había dividido ad hoc la participación de las corporaciones penitenciales de la ciudad. Desde 2014 el ayuntamiento de la ciudad se encarga de retransmitir en directo vía Internet el paso por carrera oficial de todas las cofradías; retransmisión que desde 2022 cuenta con la colaboración técnica y la locución aportadas por 9laloma.tv.

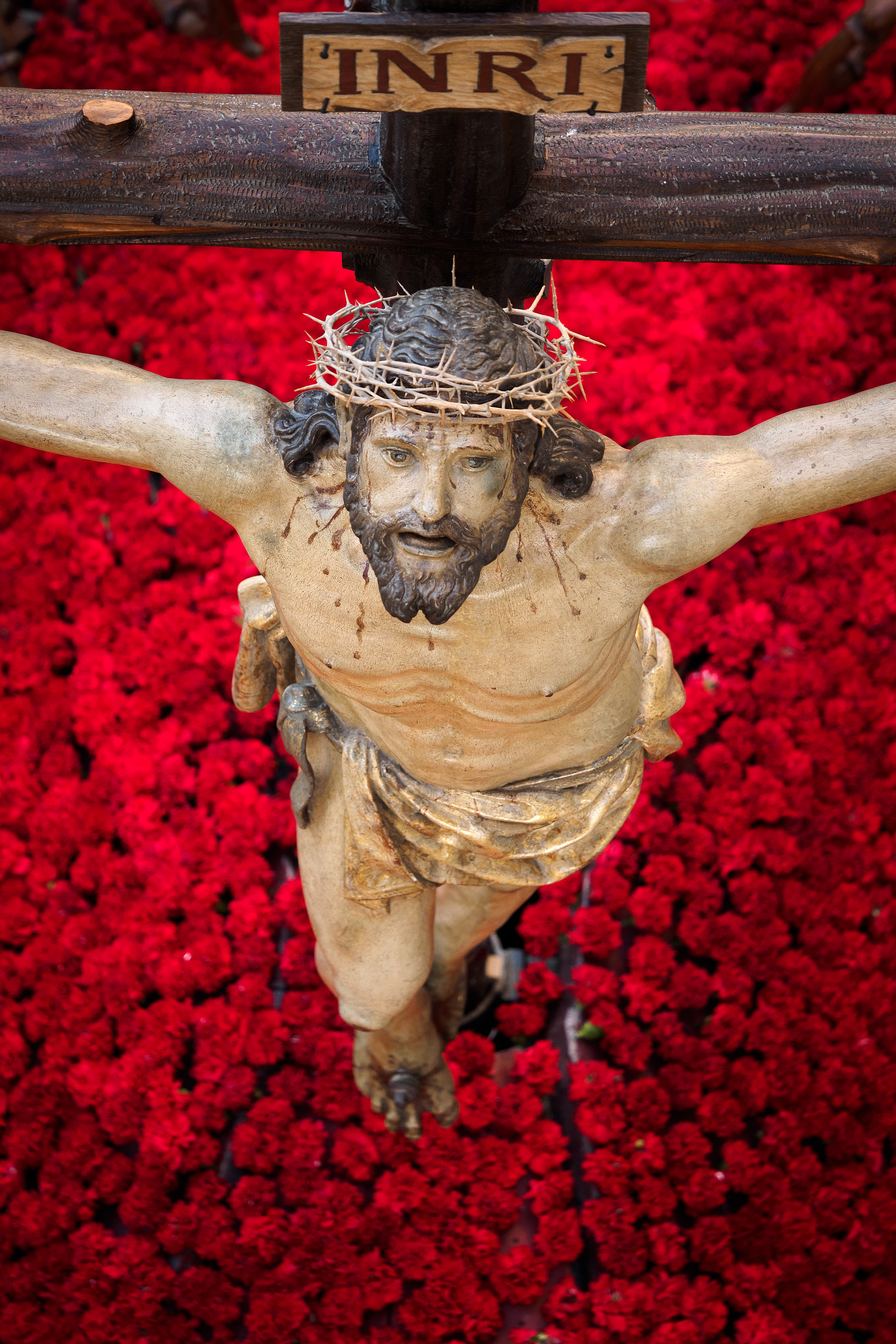
Cristo de La Expiración pasando bajo el arco de la Puerta de Úbeda (2017)

## Historia

### Primer Impulso Fundacional: Corporaciones Penitenciales de 1540 a 1563
La primera referencia a una devoción pasionista corporativa en la ciudad nos habla de la fundación de la hermandad del Cristo de La Yedra (crucificado proveniente del convento de S. Francisco) por el obispo R. Fernández de Narváez en 1411, hace seis siglos. Sin embargo, la primera corporación plenamente penitencial sería la cofradía de la Vera+Cruz, establecida también en la casa franciscana hacia 1540, con estatutos confirmados por el ordinario diocesano en 1555 y que realizaba estación de penitencia en la tarde del Jueves Santo. Esta fundación marca el inicio de la primera etapa en la historia de las corporaciones semanasanteras de la ciudad (más o menos coincidente con el período en que se celebran las sesiones del concilio de Trento) y que se extiende a través de las siguientes fundaciones:
- Las Angustias, probablemente en el convento de Mínimos de la Victoria entre 1550 y 1551, y que haría procesión el Viernes Santo por la tarde;
- La Soledad de Sto Domingo (1550, denominada Sto Sepulcro desde mediados del siglo XIX) que llevaría a cabo su procesión penitencial el Viernes Santo por la noche;
- Ntra Sra de La Cabeza, hermandad de gloria fundada en el convento de La Merced en 1553 y que procesionaría el Domingo de Resurrección;
- La Humildad, establecida en la Trinidad Calzada en 1563 (coincidiendo con el final del concilio de Trento) con estación de penitencia el Jueves Santo por la tarde.

Las primeras hermandades marcarían la pauta de lo que habría de ser este movimiento asociativo durante la Edad Moderna: un grupo de fieles laicos que se gobernaban a sí mismos, reunidos en torno a una advocación pasionista a cuya devoción celebraban una serie de cultos anuales (el más propio de los cuales era la estación de penitencia en diversos templos de la ciudad, en la que los hermanos de sangre se disciplinaban) y que poseían capilla propia en la iglesia conventual en la que residía la corporación; lugar en el que realizaban sus cultos y enterraban a sus hermanos difuntos. Así pues, la promoción de un cierto culto público y la celebración de exequias y sufragios funerarios eran las notas distintivas de estas corporaciones, generalmente integradas por individuos que precisaban de este tipo de asociación para costearse un nivel de exequias y sufragios a los que no tendrían acceso por la cuantía de su propia hacienda. Del mismo modo, las hermandades colaboraban al sustento de las órdenes mendicantes que las acogían merced a los estipendios que ofrecían por la celebración de sus cultos de reglas; de aquí la estrecha relación (e interdependencia) entre órdenes y hermandades al menos hasta que se cumpla el primer tercio del siglo XIX.

### Segundo Impulso Fundacional: Corporaciones Penitenciales entre 1587 y 1603
Veinticuatro años separan los dos impulsos fundacionales originales del mundo cofrade baezano; los que trascurren entre el ya mencionado establecimiento de La Humildad y el de El Paso en el convento de Carmelitas Descalzos de S. Basilio en 1587. Esta corporación celebraba estación de penitencia en la madrugá del Viernes Santo y su fundación fue inmediatamente seguida de otros tres hitos en la historia cofrade de Baeza:
- La aprobación de los estatutos propiamente penitenciales de la ya existente cofradía de La Yedra (1592),[8] que sin obligarse a realizar estación de penitencia anual, la llevaría a cabo (cuando así lo decidiera) en la tarde del Miércoles Santo;
- El establecimiento en el convento de La Merced (1603) de la hermandad nobiliaria de La Expiración, que realizaba estación penitencial y Sermón de las Siete Palabras en las primeras horas de la tarde del Viernes Santo, y
- La erección de La Sangre, segunda corporación (tras La Humildad) fundada en la casa baezana de la Trinidad Calzada, en 1603 o 1605, y que realizaría procesión de penitencia el Jueves Santo en la noche.

### Tercer Período Fundacional: de 1605 a mediados delsigloXVIII
A excepción de la mencionada hermandad de La Expiración, que parece no haber sobrevivido a la mitad de siglo, la vida de todas las corporaciones hasta aquí referidas continúa y se expande a lo largo del siglo XVII con la hechura de algunas nuevas imágenes cristíferas y particularmente marianas. En lo tocante a las nuevas fundaciones del período, he aquí el probable orden de las mismas:
- Parece lógico que la hermandad de La Columna abriera este período —sin que podamos asegurar el año exacto— ya que poseemos noticias de su imagen titular a partir de 1648. En cualquier caso, parece ser la primera corporación baezana fundada en una parroquia —la de San Vicente Mártir.
- Cincuenta años más tarde (1698) se establece La Caída, también en el convento carmelita de S. Basilio: única fundación del período para la que, a día de hoy, tenemos fecha precisa.
- Finalmente, parece probable que esta etapa final de fundaciones penitenciales durante la Edad Moderna se completara con la erección de la hermandad de Jesús Rescatado (actualmente denominada El Rescate), que se habría establecido en el convento de los Trinitarios Descalzos poco después de 1736.[9]

### Intervencionismo de la Monarquía y Crisis: de mediados delsigloXVIIIa 1836
El resto del Siglo Ilustrado y los dos primeros tercios del siglo XIX no son favorables a la fundación de nuevas instituciones penitenciales. De hecho, en la segunda mitad del siglo XVIII las hermandades de penitencia habrán de hacer frente al intervencionismo de la monarquía de Carlos III que prohíbe la presencia de disciplinantes en los cortejos (1777) e impone severas restricciones a la penitencia pública, a la vez que extiende su control sobre el mundo cofrade al demandar un laborioso proceso de visado de las antiguas reglas corporativas ante el Consejo de Castilla (proceso sustanciado en su mayor parte bajo el reinado de Carlos IV). También durante este período comienza a legislarse en contra del enterramiento dentro de las iglesias, privando a las hermandades de una de sus principales funciones y razones de ser según la mentalidad de la sociedad que las había originado.
En consonancia con las medidas del intervencionismo ilustrado es de notar también la renovación de estatutos llevada a cabo en 1785 por la hermandad de Las Angustias. Con las nuevas reglas se dejaba de realizar la ceremonia del desenclavamiento que precedía a su estación penitencial vespertina del Viernes Santo, sustituyendo los pasos de la urna y la Soledad de María por un único grupo de la Piedad.
A principios del siglo XIX la crítica situación en que el intervencionismo regalista había puesto a las hermandades se intensifica con la dominación napoleónica y los lamentables estragos que supuso en la ciudad. No obstante, tras la Francesada el reinado de Fernando VII se presenta más favorable a instituciones tradicionales como lo son las hermandades de penitencia, momento en el que se refunda en Baeza La Expiración (1830).
Sin embargo, muy pronto suena la hora de la crisis más aguda y en 1836 —bajo la regencia de María Cristina de Borbón-Dos Sicilias— la Desamortización del ministro Mendizábal da lugar a la abolición de los conventos en los que residían nuestras hermandades, que ante esta situación —y ya de por sí debilitadas por las circunstancias más arriba mencionadas— se ven obligadas a tomar cuantos enseres pueden reunir, a abandonar en muchos casos capillas propias que ya no podían mantener (Vera+Cruz, Soledad, Humildad, Caída) y finalmente a encontrar en la ciudad casas religiosas supervivientes o parroquias en las que poder radicarse con sus imágenes titulares.

### Revitalización: De la Creación de la Semana Santa a su Destrucción, 1836-1936 (Romanticismo y Costumbrismo)
Asentadas nuestras hermandades en nuevas sedes, desaparecidos los disciplinantes de sus cortejos y privadas de la capacidad de ofrecer un lugar de enterramiento a sus cofrades, en los cuarenta del siglo XIX nos encontramos ya con los elementos que apuntan hacia la aparición de las cofradías del período romántico: primer episodio de la Semana Santa tal y como la concebimos hoy. El consistorio municipal empezará a intervenir en la gestión de las procesiones que, de algún modo, comienzan a verse no solo como ejercicios de piedad pública sino como la más destacada celebración colectiva de la ciudad. Así, desde mediados del siglo XIX se apoya y subvenciona la realización de la Procesión General, que a la caída de la tarde del Viernes Santo agrupaba en un solo cortejo y por orden de Pasión a todas las hermandades que habían hecho procesión penitencial durante ese día y los precedentes. Este nuevo cortejo lo cerraba la urna de La Soledad de Sto Domingo, que de acuerdo con la posición de preeminencia que su paso de Cristo adquiere en La General parece abandonar su antigua titulación mariana para adoptar la de Sto Sepulcro que aún ostenta en la actualidad. Sabemos además que en 1906 el título de La Soledad ya había pasado a la dolorosa del hospital de La Concepción, que bajo esta advocación venía a cerrar la noche del Viernes Santo. Parece pues lógico que esta última procesión —origen de la actual corporación homónima— se hubiera celebrado de igual manera desde que, con el inicio de La General, La Soledad de Sto Domingo se transformara en Sto Sepulcro. Es también en esta época cuando comienza a interprestarse (1860) en la s.i. catedral el Miserere que para ella compuso Hilarión Eslava, y que aún hoy constituye uno de los hitos de la Semana Santa baezana cada Martes Santo. 

Este estado de cosas —en la segunda mitad del siglo XIX— parece precipitar de manera cada vez más clara en una mentalidad que cultiva lo espectacular de los cortejos por encima de su original aspecto penitencial. Así, a partir de los sesenta, el gusto por las procesiones de "penitentes" (que ya no de disciplinantes) da lugar en Baeza a la reavivación de las hermandades tradicionales (tanto la Vera+Cruz como La Humildad y La Caída abren nuevos libros de actas —inexistentes al menos desde que abandonan sus capillas originales— o incluso redactan nuevos estatutos), junto a la aparición de nuevas corporaciones creadas en torno a otros pasos cristíferos de aquellas mismas hermandades; pasando así a multiplicarse el número de las procesiones:
- La Oración en el Huerto, misterio de La Sangre desde 1628, parece constituirse como hermandad en 1878, celebrando su procesión en la tarde del Domingo de Ramos que de este modo queda incluido en las celebraciones pasionistas;
- El Mandato, paso que formaba parte del cortejo penitencial de La Humildad ya en 1651, en 1882 empieza también a procesionar el Domingo de Ramos;
- El Descendimiento, probablemente desgajado de Las Angustias, parece erigirse como corporación pasionista en 1893 para celebrar su procesión en la tarde del Viernes Santo; y
- La Lanzada, hermandad constituida en torno al crucificado de La Vera+Cruz (cuyo Nazareno queda como titular cristífero de esta última corporación) comienza su andadura independiente a partir de 1927, aunque se siguiera celebrando (en la "madrugá") procesión conjunta de ambas corporaciones.[10]

En este contexto se produjo además la fundación ex novo de El Resucitado (1910) ganándose así el Domingo de Resurrección para la celebración pasionista baezana.

Así las cosas, bajo la Dictadura de Primo de Rivera se llega a la cumbre de la Semana Santa como fiesta cívico-religiosa, que en Baeza empieza a copiar formas tomadas de la ciudad de Sevilla que por entonces −y de acuerdo con la imagen creada por el costumbrismo− vive su apertura al turismo internacional en los prolegómenos de su Exposición Iberoamericana. En este contexto, se sustituyen los hábitos románticos de pañoleta por otros tocados de capirote (e incluso capa), se presentan para su aprobación episcopal las reglas de La Soledad (1930) y hacen aparición los primeros pasos procesionados a ruedas (Lanzada y Vera+Cruz, hacia 1930).
Nos encontramos ante una Semana Santa que nos atrevemos a llamar burguesa por la posición socioeconómica de muchos de sus dirigentes, por el papel que la celebración juega en la vida de la ciudad y por la destacada intervención del consistorio municipal en la misma. Estas realidades, combinadas con la conversión de La Sangre, El Descendimiento y La Expiración en sociedades católicas de mutuas laborales, granjean a las hermandades la animadversión de los movimientos políticos de la Izquierda. De este modo, y merced al clima de enfrentamiento social vivido durante los años de la II República, encuentran explicación tanto el ataque sufrido por la cofradía de La Sangre durante su procesión de 1934, como la negativa de las hermandades a procesionar en la Semana Santa de 1936 y, finalmente, la destrucción de las imágenes (especialmente valiosas eran las de La Columna, La Lanzada —ambas del siglo XVII— y El Rescate —siglo XVIII) y enseres de muchas de ellas como respuesta de ciertos activistas de Izquierda a la sublevación militar del 18 de julio de dicho año. 

### La Reconstrucción de la Semana Santa en el contexto del Franquismo: 1939-1979
Acabada la guerra civil española —y dado que el nuevo régimen político vuelve a respaldar las actividades cofrades— casi todas las energías del momento se vierten en una reconstrucción del patrimonio perdido al comienzo de la contienda. En lo tocante a las imágenes, se recuperaron las consideradas de mayor devoción a expensas del gobierno de la ciudad —que crea al efecto la Federación Municipal de Cofradías presidida por el propio alcalde desde 1944. La hechura de las mismas —confiada en su mayoría a la gubia del joven imaginero Amadeo Ruiz Olmos— se extiende hasta 1948, recuperándose merced a este expediente todas las hermandades anteriores a excepción de El Mandato (que a día de hoy continúa sin vida alguna) y La Lanzada (que resurge más tarde). En 1945 —continuando el recurso a la escisión de corporaciones característico de la etapa anterior— se funda la hermandad de La Fervorosa en torno a la dolorosa titular de La Sangre, resultando en una exitosa estrategia para focalizar la energía reconstructora. Los cuarenta, cincuenta y primeros sesenta del siglo XX representan pues la profundización de la Semana Santa como ejercicio de piedad con esa dimensión de gran fiesta urbana que había adquirido en el período anterior; todo ello en el contexto del nacional-catolicismo patrocinado por el régimen del general Francisco Franco. 

En 1957 da sus primeros pasos la hermandad de La Borriquilla —única ex novo del período— iniciando el cénit del impulso reconstructor ahora ya como iniciativa enteramente sufragada por las corporaciones y que se extiende hasta mediados de los sesenta, caracterizándose por una renovación del aparato procesional (principalmente tronos) junto al resurgimiento (1961) de la antigua hermandad de La Lanzada —ahora bajo la advocación de El Calvario— y la hechura de los nuevos: yacente para el Sto Sepulcro (1962) y dolorosa para La Caída (1963). Al mismo tiempo, y con origen a fines de los cuarenta, se estaba produciendo la sustitución por ruedas de los portadores de paso asalariados, en disminución paralela al éxodo agrario de los cincuenta y sesenta del siglo XX.
La segunda mitad de los sesenta, y sobre todo la década siguiente, suponen una cierta relativización del esencial catolicismo de la sociedad española, que se ve reflejado en una menor adhesión de la generación ascendente al movimiento cofrade. En Baeza, este período no presenta ni nuevas fundaciones ni nuevas imágenes titulares; llegando incluso la hermandad de La Oración en el Huerto a no procesionar durante varios años consecutivos; mientras, los mayores proyectos cofrades se limitan a la renovación de algunos tronos y hábitos procesionales. Así las cosas, en el año 1967 se vio por última vez en Baeza —y bajo las trabajaderas del Señor de El Paso— la labor de una cuadrilla de portadores profesionales, sustituidos al año siguiente por hermanos horquilleros; y en 1974, a impulsos de algunos cofrades, se funda la Federación de Cofradías con lo que las labores de coordinación de las corporaciones pasionistas quedan oficialmente desligadas del gobierno municipal. 

Mención propia en este período merece la interpretación del Miserere de Eslava, que en los cincuenta y sesenta alcanzó —de la mano del director Francisco de la Poza Robles— la maestría y el renombre que lo han acompañado desde entonces. También en el apartado musical, los sesenta ven aparecer las primeras bandas de apertura costeadas por hermandades: principal bandera de enganche para una nueva generación cofrade en las que sus componentes solían tocar la percusión —e incluso a veces las cornetas— vistiendo el hábito estatutario.

### La Semana Santa del Postfranquismo: 1980-2006
La penúltima etapa en esta breve historia de las hermandades pasionistas de Baeza dio comienzo en 1980 con la consecución para la Semana Santa baezana del título de Fiesta de Interés Turístico (labor conducida por la Federación de Cofradías en su capacidad de gestor de la promoción turística de la celebración). Estas décadas constituyeron un período de expansión, de enriquecimiento material y de renovación estética producido por una sociedad que volvió a adherirse con confianza al movimiento cofrade; gracias, en no poca medida, al entusiasmo inspirado por la incansable labor docente e investigadora del profesor de E.S., doctor y académico Rafael Rodríguez-Moñino Soriano, historiador de las corporaciones penitenciales baezanas por antonomasia.

Así, el movimiento expansivo propio de este período se manifestó en:
- La fundación de tres nuevas hermandades que desde su inicio ya procesionaron a hombros de sus cofrades: La Misericordia (1980), La Buena Muerte (1982) y La Santa Cena (1985, aunque solo comienza a procesionar en 1994).
- La ampliación del número de titulares marianas: Vera+Cruz (1982), Columna (1986), Sta Cena (1989), Calvario (1990), Sto Sepulcro (1990) y Borriquilla (1998).[12]
- La recuperación de pasos portados a hombros de sus cofrades: andas de La Columna (1981), La Sangre (1984), La Fervorosa (1987), El Rescate (1988), El Sto Sepulcro (1989), La Humildad (1990) y La Borriquilla (1996), junto a pasos de portadores o cargadores del Nazareno de La Vera+Cruz (1987) y de su Dolorosa (1989), La Caída (1988) y su Dolorosa (1993), La Oración en el Huerto (1994), La Expiración (1994), El Descendimiento (1997) y La Soledad (1998).
- El establecimiento, a partir de la larga experiencia supuesta por las bandas de apertura, de bandas uniformadas de cornetas y tambores (Humildad y Expiración) y de una agrupación musical (Columna). Así, bastantes de aquellas bandas de apertura fueron desapareciendo (transformándose otras en bandas infantiles) pasando su función integradora de nuevas generaciones cofrades a ser desempeñada por las cuadrillas de portadores o costaleros.
- Y la paulatina pero clara conformación de los cortejos procesionales según el canon cofradiero básico de la Semana Santa sevillana: multiplicación de las insignias e introducción de cortejos litúrgicos ante los pasos.

Sin embargo, consecuencia directa del sobreesfuerzo que implicaba para las corporaciones tener que realizar el Viernes Santo una segunda procesión con sus pasos ahora a hombros de los cofrades, se produjo el abandono de la Procesión General (1992) y la introducción, en su lugar, de una carrera oficial. Esta decisión, tomada por el conjunto de las hermandades merced al foro representado por la Federación de Cofradías, fue una de las primeras muestras del creciente peso relativo que, en la organización y gestión de la agenda cofrade baezana, ha venido desplegando desde entonces esta institución, denominada a partir de 1993 Agrupación Arciprestal de Cofradías de acuerdo con sus nuevos estatutos exigidos y aprobados por el obispo de Jaén Santiago García Aracil.
Finalmente, junto a estas realizaciones propiamente procesionales, el citado movimiento expansivo dio lugar a la introducción de realidades cofradieras antes inexistentes:
- La apertura al mundo cofrade andaluz y nacional a través de las confraternidades de hermandades de una misma advocación;
- La celebración de aniversarios fundacionales: Vera+Cruz (1990), Fervorosa (1995), Caída (1998), Oración en el Huerto, Sangre y Expiración (2003);
- Y la edificación, a partir de 1994, de las primeras casas de hermandad.

### La Semana Santa en elsigloXXI
Finalmente, durante estos últimos años se han producido fenómenos que por su magnitud y su novedad parecen ya anunciar una etapa esencialmente distinta a la que acabamos de describir. Los hombres y mujeres que constituyen hoy el movimiento cofrade, sin dejar de profundizar en la labor llevada a cabo durante la etapa anterior, se están viendo obligados a adaptarla no solo a un contexto social cambiante, sino sobre todo a unos nuevos límites humanos impuestos por la propia expansión inherente al modelo semanasantero heredado del período anterior. 
Así, junto a realizaciones esencialmente continuistas:
- Nuevas celebraciones de aniversarios fundacionales: Buena Muerte (2007), Humildad (2013) y Vera+Cruz (2015);
- Ampliación del número de casas de hermandad construidas;
- Fundación (2009) de la Banda Sinfónica Ciudad de Baeza[14] que, junto a la veterana Banda de Música de Baeza,[15] tiene una destacada participación en los cortejos procesionales.

Encontramos aspectos sociales claramente novedosos: 
- La participación creciente (aunque iniciada ya en el período anterior) tanto de la mujer como de las generaciones más jóvenes (a través de los grupos jóvenes) en las instancias de decisión cofradiera.
- La voluntad de las hermandades de hacerse individualmente visibles más allá de la promoción llevada a cabo por la Agrupación de Cofradías: presencia en línea a través de sitios web, blogs y redes sociales; y ejecución de carteles anunciadores de sus respectivas salidas procesionales.
- Y la consolidación del asociacionismo cofrade (iniciado en 1997 por la Tertulia Cofrade El Capirote): programa de horarios e itinerarios Stabat Mater (2010-2011), I, II, III[16] y IV[17] Encuentro Local de Jóvenes Cofrades, colectivo Corderos Cofrades, Tertulia Cofrade El Hornazo...

Novedades acompañadas en lo puramente procesional por la reforma (o introducción en La Misericordia, Las Angustias y La Soledad) de hábitos estatutarios que, como innovación más extendida, han adoptado el capirote de diseño sevillano, con antifaces que suelen desplegarse hasta la cintura y exhiben, en muchos casos, emblemas renovados: El Huerto, La Columna, El Rescate, La Humildad, La Expiración, El Descendimiento, La Santa Cena y La Sangre.
Por otra parte, y como queda dicho, continúa aquella tendencia expansiva que ya venía caracterizando el período anterior; en ella destacan ahora: 
- Por un lado, la renovada devoción a la Dolorosa manifestada tanto por un nuevo incremento en la nómina de titulares marianas (Oración en el Huerto, 2011, Misericordia, 2015 y Expiración, 2018), como en la introducción de cargadores/as bajo el palio de El Calvario (2014).
- Y por otro, el restablecimiento de la procesión penitencial de La Yedra en la noche del Miércoles Santo (2017), tal y como dictaban sus estatutos de 1592.

Sin embargo, y a modo de obligada contrapartida de esta expansión, se ha hecho necesario alcanzar una mayor cota de efectividad a la hora de portar los pasos; por lo que se viene produciendo una racionalización en los modos de hacerlo conducente a una reducción del necesario número de portadores:  
- Transformación en pasos de dos trabajaderas longitudinales (portadores o cargadores) de antiguas andas de los ochenta y noventa: misterio de La Columna (2007), misterio de La Borriquilla (2008) y su palio (2009), La Misericordia y el palio de La Humildad (2011) y finalmente el paso de Cristo de esta última (2013);
- Transformación en pasos de una trabajadera transversal (costaleros) de pasos de portadores: los dos de La Cena, el misterio de La Columna y el palio de El Huerto.
- Reunión sobre unas solas andas de imágenes antes portadas sobre tronos distintos: el yacente de El Sto. Sepulcro y su Dolorosa (2017).

## Gastronomía local de Semana Santa
Existen varios platos tradicionales de estas fiestas: el bacalao al estilo de Baeza, los hornazos, la cazuela. Todos ellos son platos de vigilia, es decir, que observan la abstinencia de carne según la norma de la Iglesia católica; además suelen cocinarse por adelantado, de modo que están listos para su consumo durante la Semana Santa sin tener que dedicar tiempo a su preparación durante los días de celebración.

## La Semana Santa Día por Día

### Domingo de Ramos
- La Borriquilla[20] (mañana)

La Hermandad de Jesús en su entrada en Jerusalén, María Santísima de Esperanza y Caridad y San Vicente de Paúl reside en la iglesia de S. Ignacio desde la que hace procesión a la s.i. catedral con dos pasos:
1. Jesús entrando en Jerusalén a lomos de un borrico (2003) acompañado de San Juan Evangelista (2018), y aclamado por una mujer con su hijo y otro niño (2006) obras José Dueñas Rosales (Málaga).
2. Virgen gloriosa bajo palio obra de Jesús Carlos Guerra del Moral Santos (Almodóvar 1998) reformada por José Dueñas (Málaga 2008).

- La Santa Cena[21] (tarde)

La Cofradía del Santísimo Cristo del Amor en su Santa Cena y María Santísima de la Paz, Caridad y Madre de la Iglesia reside en la s.i. catedral desde la que hace procesión de penitencia con dos pasos:
1. Cristo rodeado del colegio apostólico instituyendo la Eucaristía obra de Manuel Hernández León (Sevilla 1988-92/97).
2. Mater dolorosa bajo palio obra de Manuel Hernández León (Sevilla 1989).

- ''La Oración en el Huerto'' (noche)

La Cofradía de la Sagrada Oración de Nuestro Señor Jesucristo en el Huerto de los Olivos y María Santísima del Rosario en sus Misterios Dolorosos reside en la parroquia de Sta María del Alcázar y S. Andrés Apóstol desde donde realiza procesión de penitencia con dos pasos:
1. Jesús en el huerto de Getsemaní (arrodillado en actitud orante) reconfortado por un ángel. La cabeza del Cristo parece obra de Pedro de Zayas (Úbeda 1627), aunque los rasgos de estilo responden a una intervención de h. 1900; por su parte, el cuerpo ha sido realizado en 2014 por el torrecampeño Antonio Jesús Parras Ruiz. El ángel confortador es obra de Manuel Madroñal Isorna[22] (Sevilla 2009).
2. Mater dolorosa bajo palio (2018) obra de Antonio Jesús Parras Ruiz (Torredelcampo 2011) que desde 2015 acompaña al paso de Cristo.

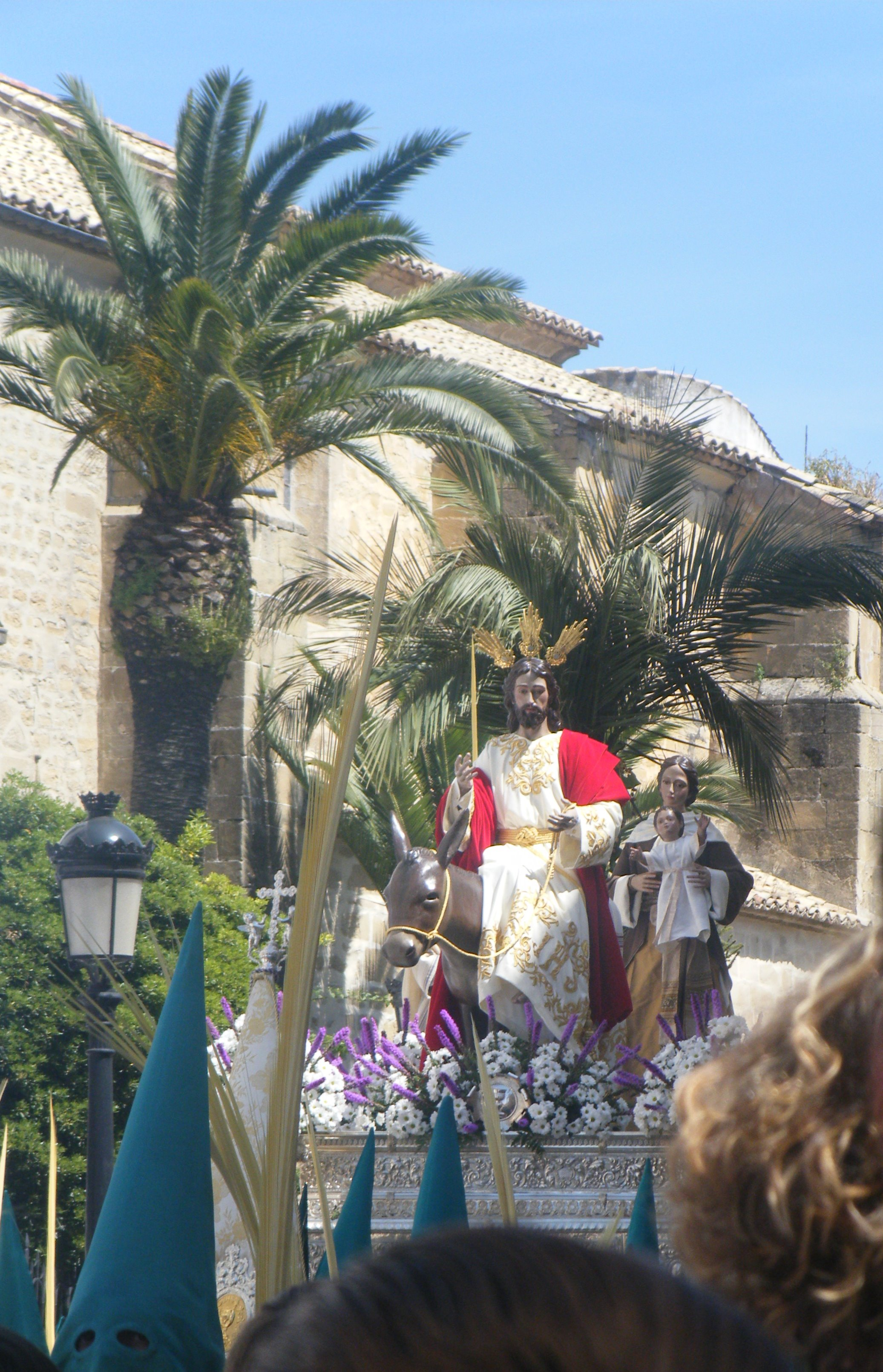
La Borriquilla ante la parroquia de S. Pablo (2009)
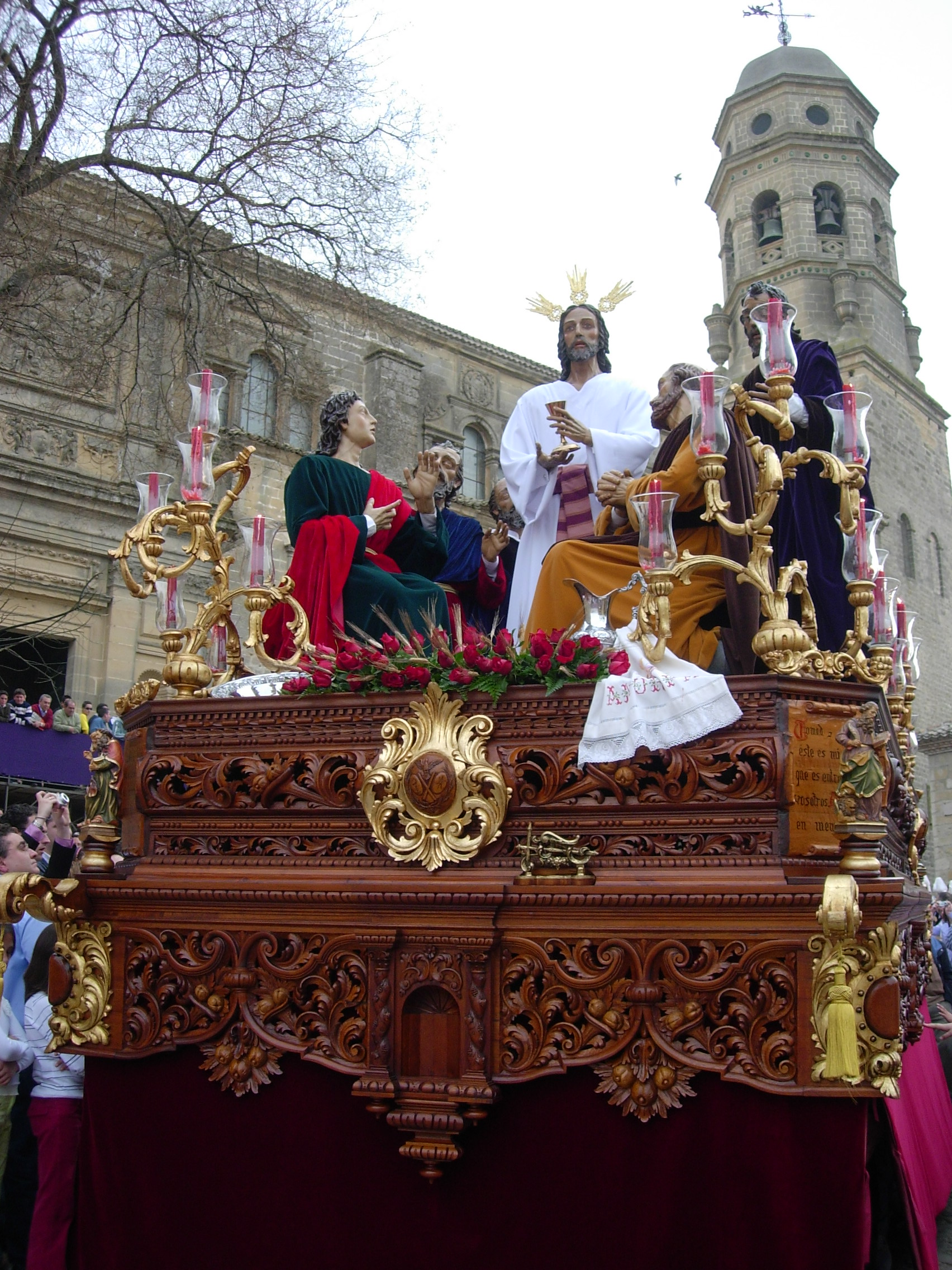
La Santa Cena en la Plaza de Sta. María
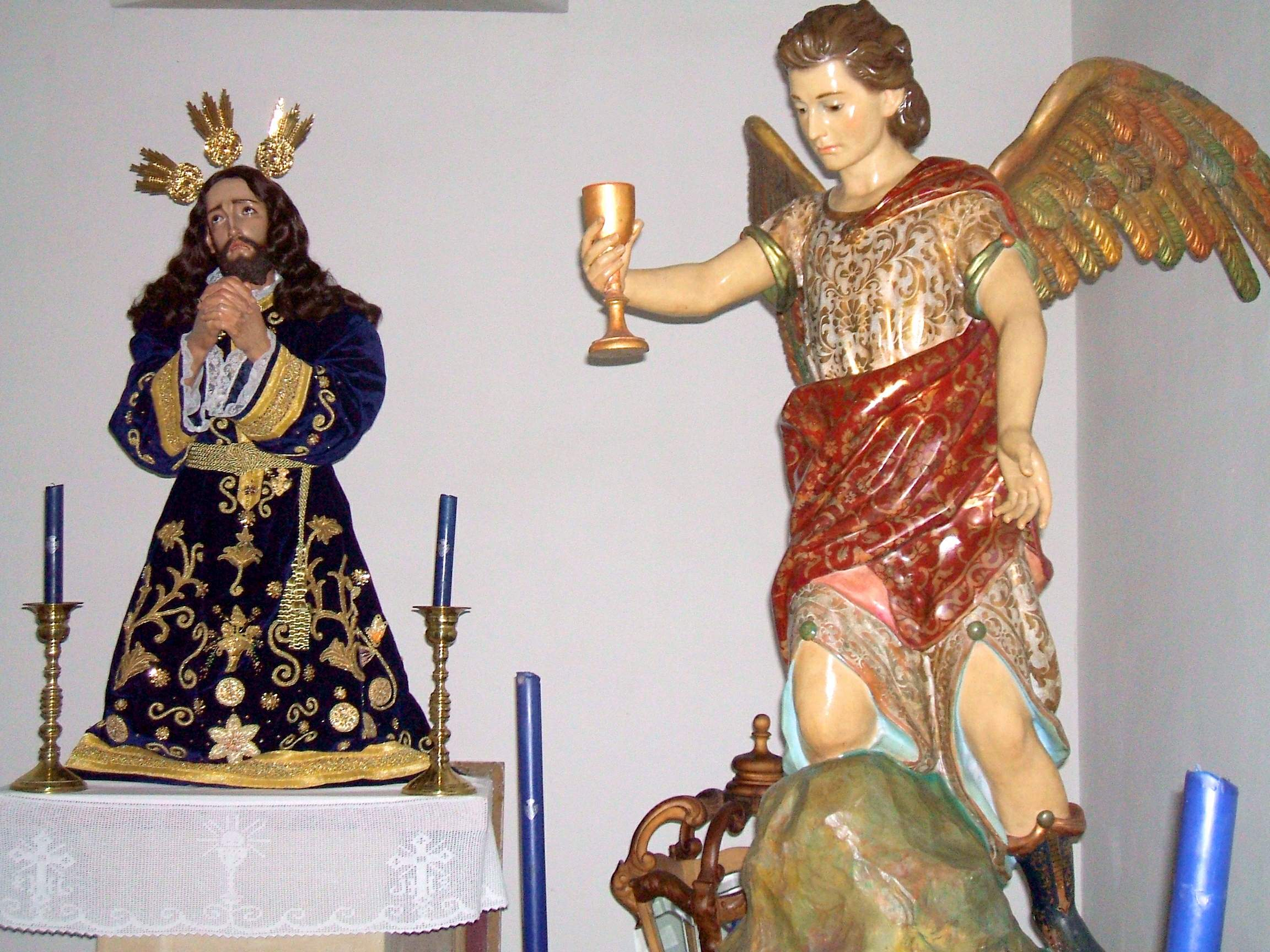
La Oración en el Huerto en su capilla

### Lunes Santo
- La Misericordia o Las Escuelas[23] (noche)

La Hermandad Penitencial del Santísimo Cristo de la Misericordia, María Santísima Madre de Dios en su Limpia, Pura e Inmaculada Concepción y San Juan de Ávila reside en la capilla de S. Juan Evangelista de la antigua universidad. Hace procesión de penitencia con dos pasos:
1. Cristo en la cruz implorando el perdón del Padre para sus ejecutores: talla anónima renacentista (último tercio del siglo XVI) restaurada por Constantino Unghetti Álamo[24] (Jaén 1981) y policromada por Juan Abascal Fuentes (Sevilla 1981).[25]
2. Mater Dolorosa (Israel Cornejo Sánchez, 2015) procesionada desde 2025 en un paso de palio diseñado por Rafael de Rueda Berruezo.[26] [27]

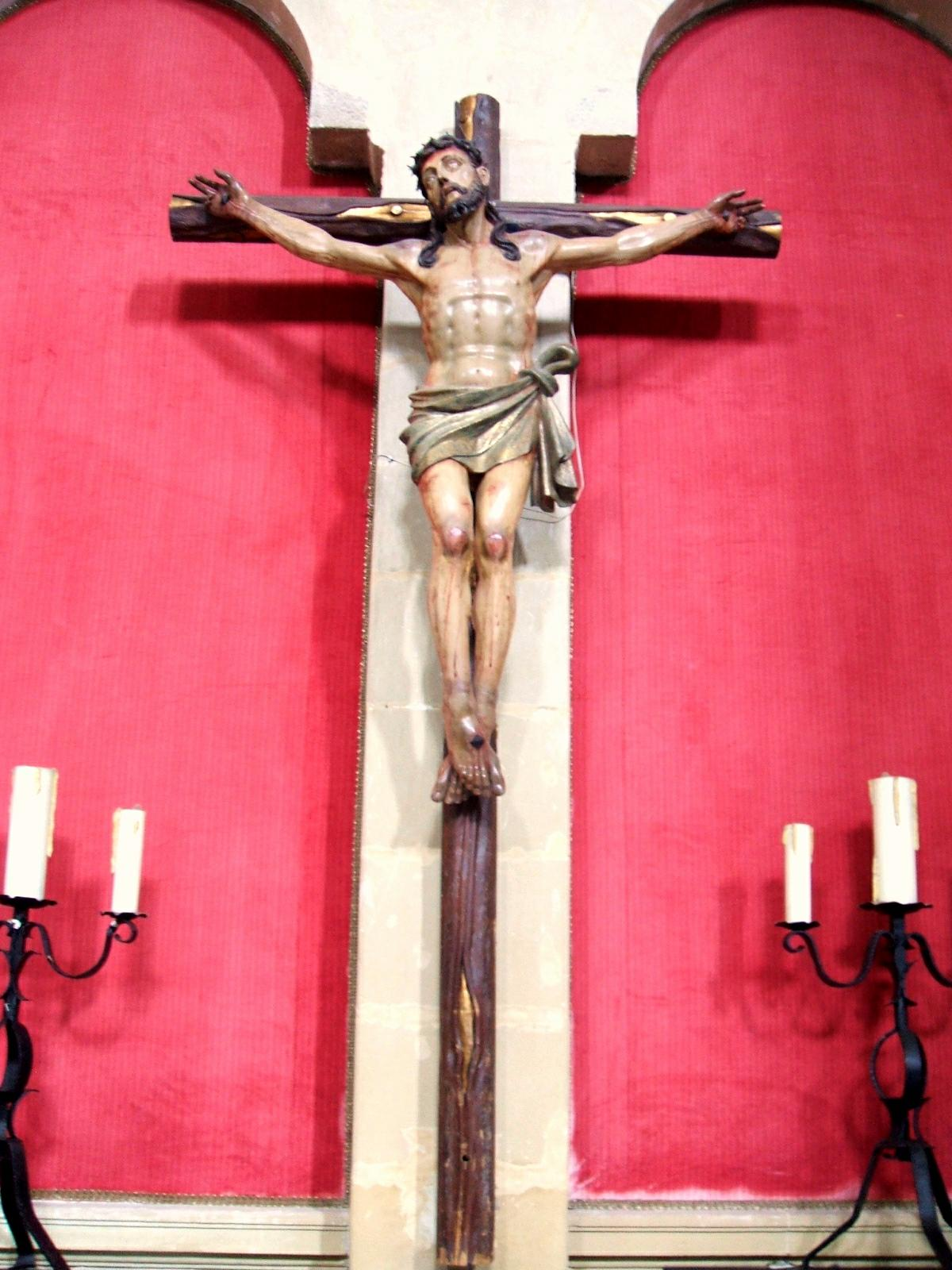
Cristo de La Misericordia durante su estancia en la s.i. catedral
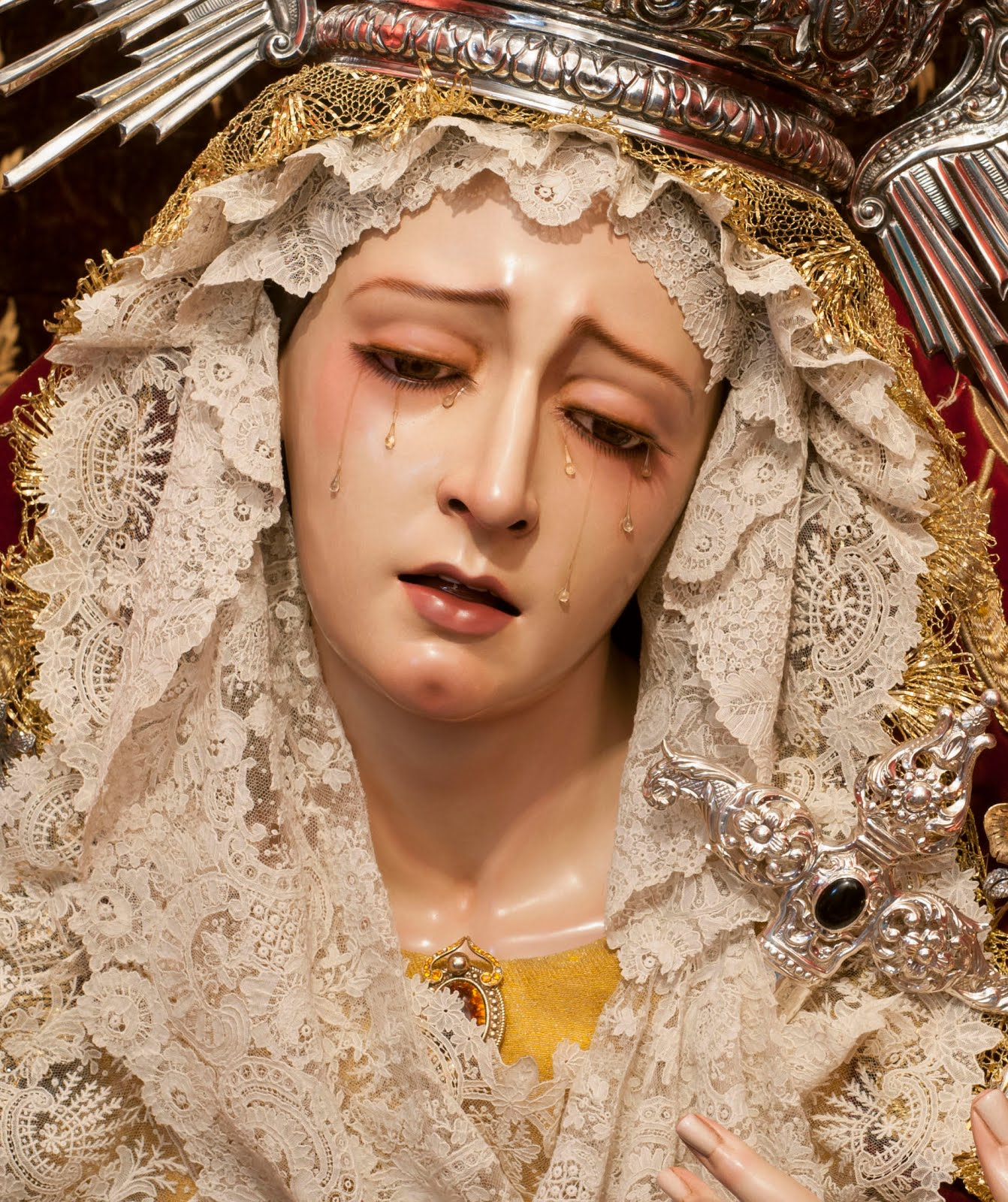
Mª Stma. Madre de Dios en su Limpia, Pura e Inmaculada Concepción

### Martes Santo
- Interpretación del Miserere de Eslava en la Santa Iglesia Catedral (tarde).
- La Buena Muerte (noche)

La Cofradía del Santísimo Cristo de la Buena Muerte realiza Procesión de Penitencia desde el convento de San Antonio con un único paso:
1. Cristo muerto en la cruz obra de Miguel Ángel Pérez Fernández (Sevilla 1984).

### Miércoles Santo
- La Columna (tarde)

La Cofradía Religiosa del Santísimo Cristo de la Columna y María Stma de la Salud, Amargura y Esperanza (Ntra Sra de las Lágrimas) está establecida en la parroquia de El Salvador desde la que realiza procesión de penitencia con dos pasos:
1. Cristo amarrado a la columna mientras un centurión ―con la corona de espinas en la mano― detiene al sayón a la vez que tiende la clámide púrpura. El Cristo fue tallado por Amadeo Ruiz Olmos (Córdoba 1948) y policromado por Juan Abascal Fuentes (Sevilla 1984). El centurión (2007) y sayón (2008) son obra del cordobés Alfonso Castellano Tamarit.
2. Mater dolorosa bajo palio obra de Luis Álvarez Duarte (Sevilla 1986).

- La Caída (noche)

La Hermandad y Cofradía Perpetua de Jesús Nazareno de la Caída y María Santísima de Gracia y Esperanza reside en el convento de Agustinas Recoletas de Sta María Magdalena desde el que hace procesión de penitencia a la s.i. catedral con dos pasos:
1. Tercera estación del Vía crucis o Jesús en su primera caída soportando —de rodillas— la cruz mientras apoya la mano derecha en una roca. Talla atribuida al círculo de los Mora (Granada siglo XVII).[28]
2. Mater dolorosa bajo palio obra de Bartolomé Alvarado Carrasco (Úbeda 1963) repolicromada por Antonio Bernal Redondo (Córdoba 2018).[29]

- La Yedra (noche)

La Cofradía del Santísimo Cristo de La Yedra y Nuestra Señora del Rosel reside en la parroquia de la pedanía de La Yedra, pero hace procesión penitencial por las calles de Baeza (de acuerdo con sus ordenazas de 1592, que prescribían una procesión de penitencia que pasara por siete templos) desde la parroquia de San Pablo con un paso:
1. Cristo muerto en la cruz ejecutado por Amadeo Ruiz Olmos a principios de los años cuarenta del siglo XX.

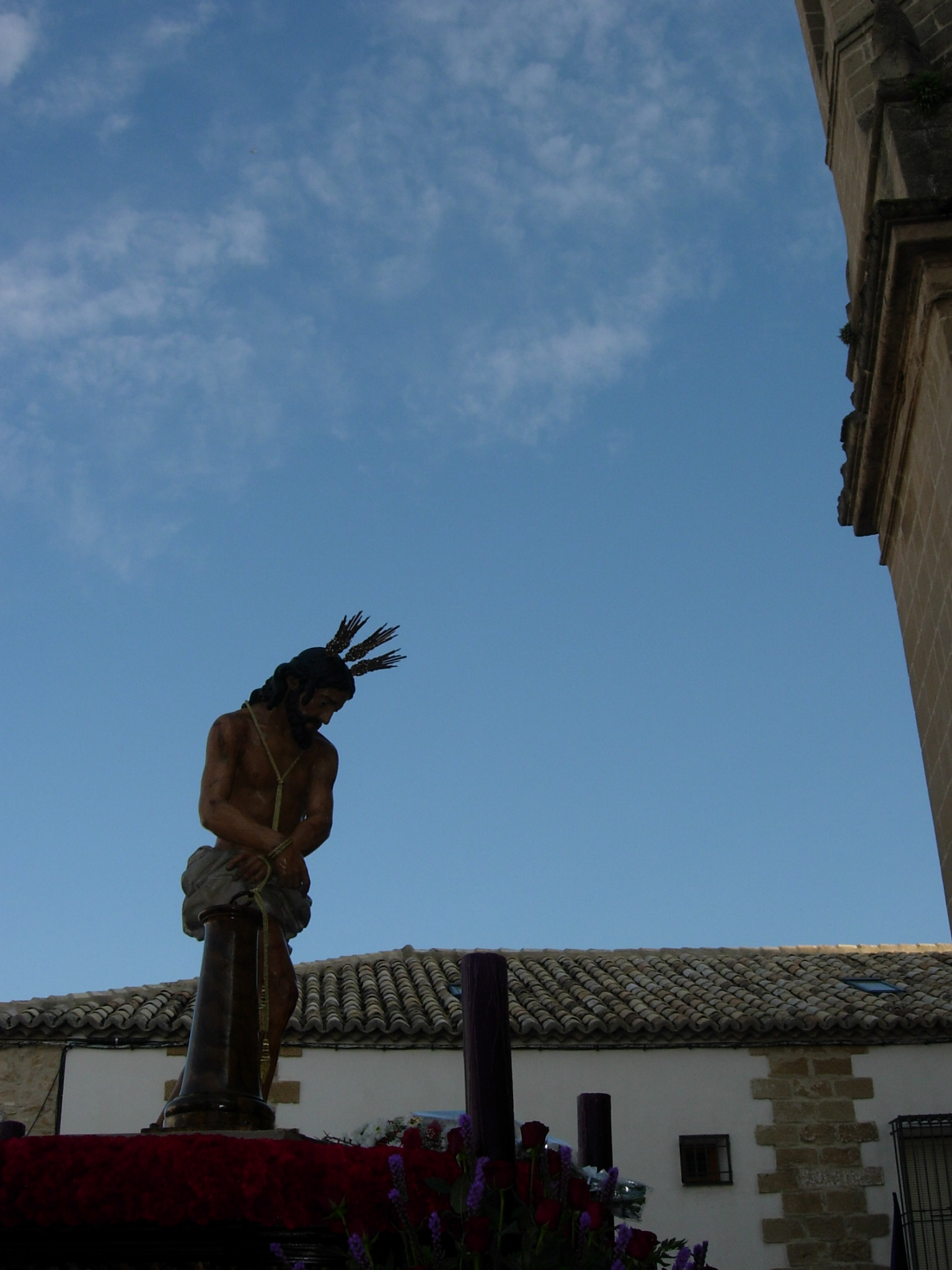
La Columna ante la capilla de los Descalzos
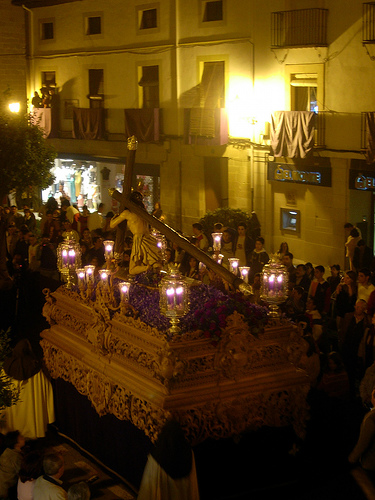
La Caída a su paso por Carrera Oficial

### Jueves Santo
- El Rescate[33] (mañana)

La Cofradía de Ntro. Padre Jesús del Rescate y María Stma. de la Trinidad reside canónicamente en la parroquia de Sta María del Alcázar y S. Andrés Apóstol, pero realiza procesión de penitencia a la s.i. catedral desde la capilla del antiguo convento de la Trinidad Descalza con dos tronos:
1. Jesús preso —caminando maniatado— obra de Amadeo Ruiz Olmos (Córdoba 1946) ampliamente reformada[34] por Antonio Dubé de Luque (Sevilla 1995).
2. Mater dolorosa bajo palio, obra anónima (1942-43) repolicromada por Antonio Dubé de Luque (Sevilla 1994) que encontró en ella semejanzas con la obra de Antonio Illanes Rodríguez.

- La Humildad (tarde)

La Ilustre Cofradía de la Humildad de Nuestro Señor Jesucristo y Nuestra Señora de los Dolores del Rosario reside en la parroquia de El Salvador desde la que hace procesión de penitencia con dos pasos:
1. Un Ecce Homo, talla anónima del último tercio del siglo XVI atribuida a seguidores del granadino Pablo de Rojas.
2. Mater Dolorosa bajo palio obra de Manuel Hernández León, Sevilla 1988.

- El Calvario (noche)

La Ilustre y Venerable Cofradía del Santísimo Cristo del Calvario y Nuestra Señora de la Amargura reside en la iglesia de la Santa Cruz y hace procesión de penitencia con dos pasos:
1. Cristo vivo en la cruz entre Dimas y Gestas obra de Juan Luis Vassallo Parodi (Madrid 1962).
2. Mater dolorosa bajo palio de cajón obra de Juan Antonio Sánchez Sáez (Baeza 1990).

- La Sangre[35] (noche)

La Antigua y Venerable Cofradía Religioso-Benéfica y Penitencial del Santísimo Cristo de la Salud reside en la parroquia de Sta María del Alcázar y S. Andrés Apóstol y realiza procesión de penitencia con un paso:
1. Cristo muerto en la cruz, talla anónima de hacia 1603, atribuida a la escuela barroca granadina anterior a De Mora; aunque los rasgos de estilo y la policromía actuales responden a una intervención realizada hacia 1900.

- La Fervorosa (noche)

La Real y Fervorosa Cofradía del Santísimo Sacramento y María Santísima en sus Siete Dolores y Mayor Traspaso reside en la parroquia de Sta María del Alcázar y S. Andrés Apóstol y realiza procesión de penitencia con un paso:
1. Mater dolorosa bajo palio, talla anónima del siglo XVII.

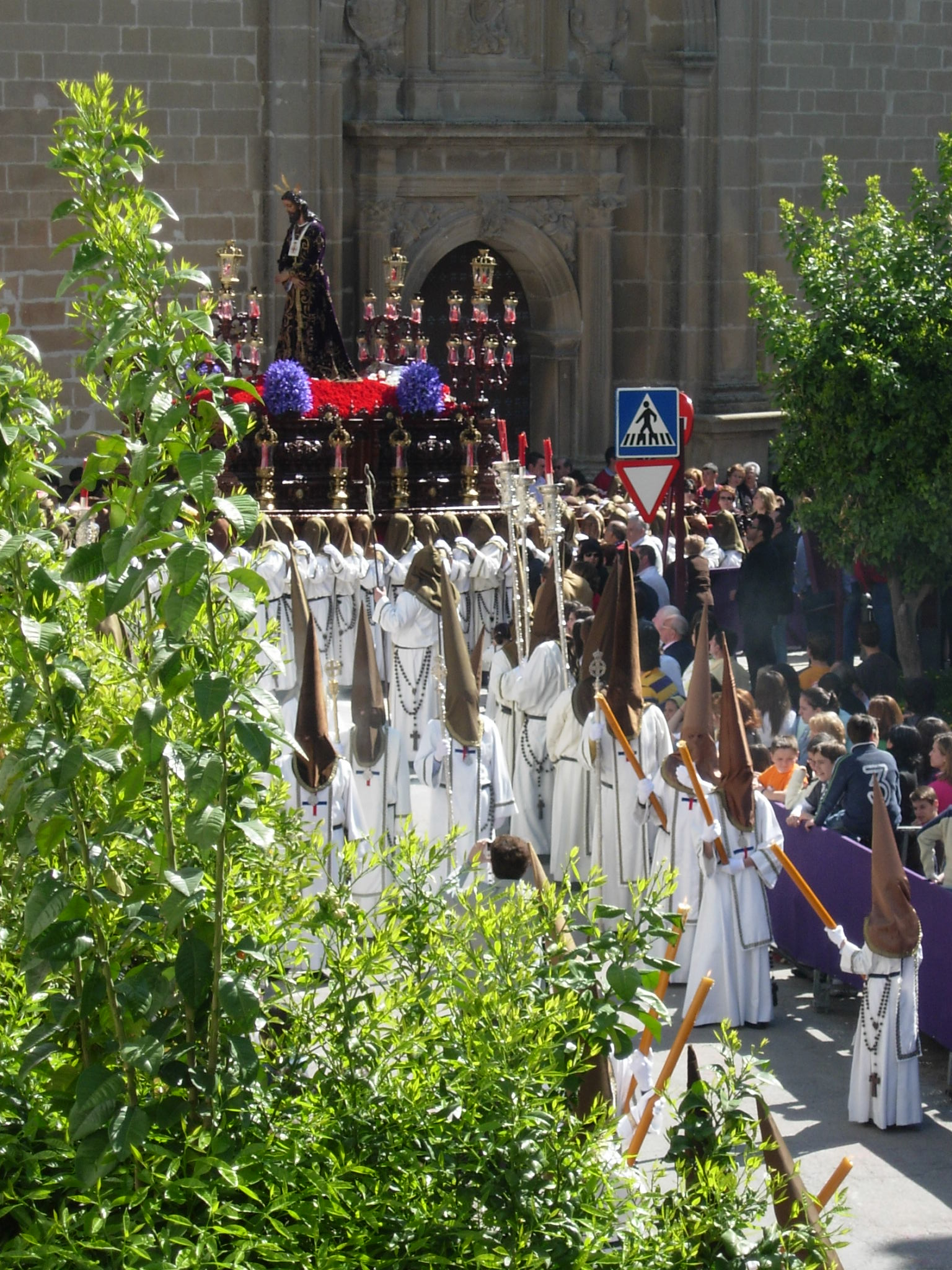
El Cristo de El Rescate ante el antiguo hospital de La Concepción
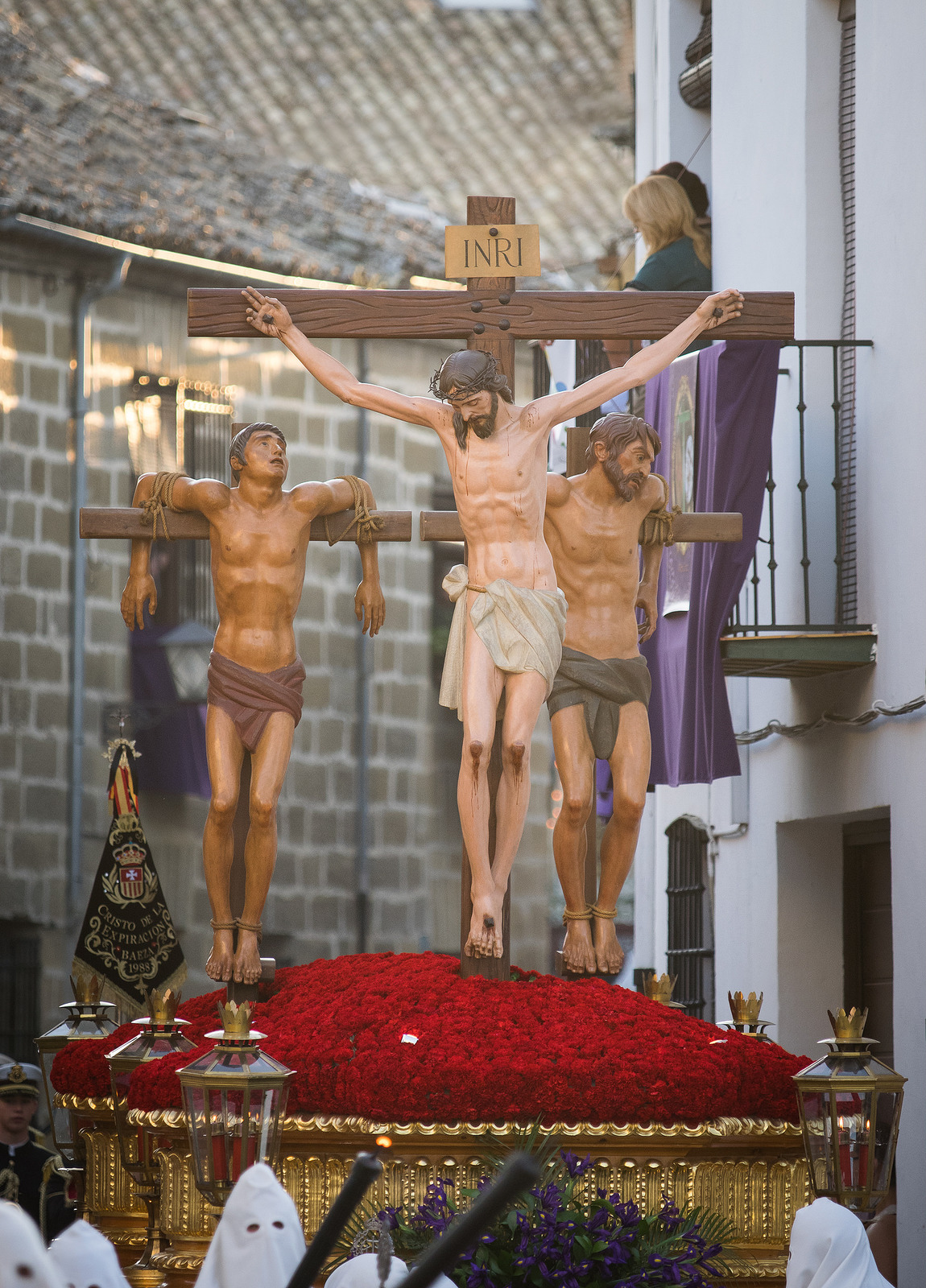
Misterio de la hermandad de El Calvario
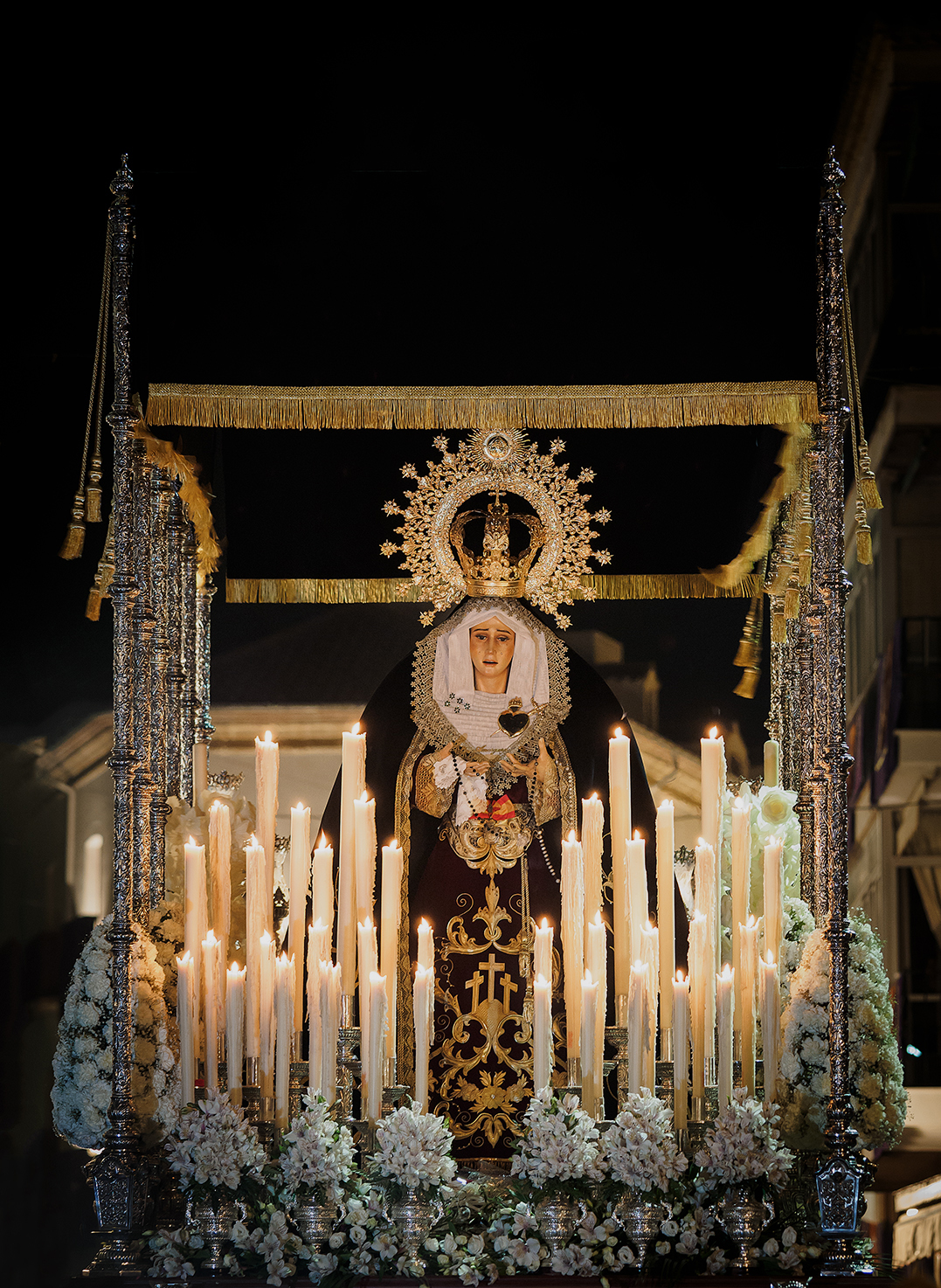
Palio de la hermandad de El Calvario
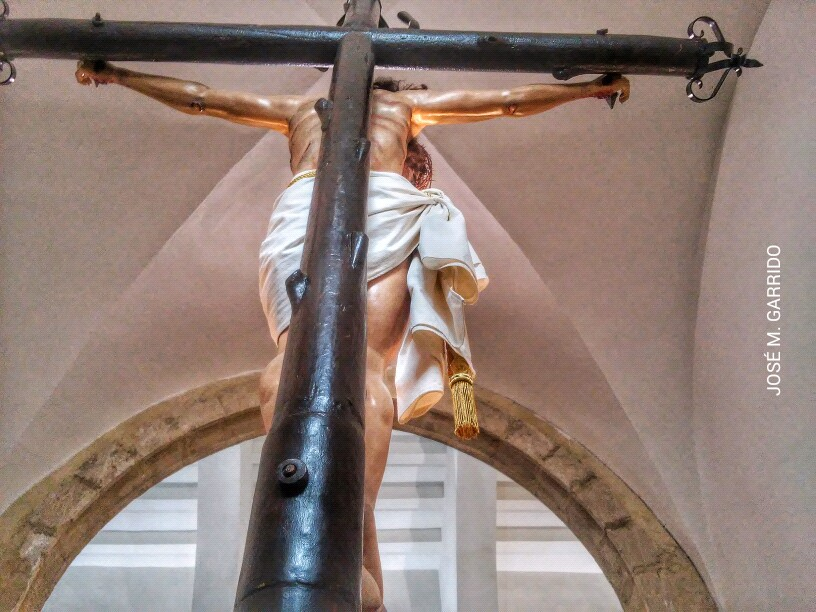
Cristo de la Salud, La Sangre; Foto: José Manuel Garrido Montoro
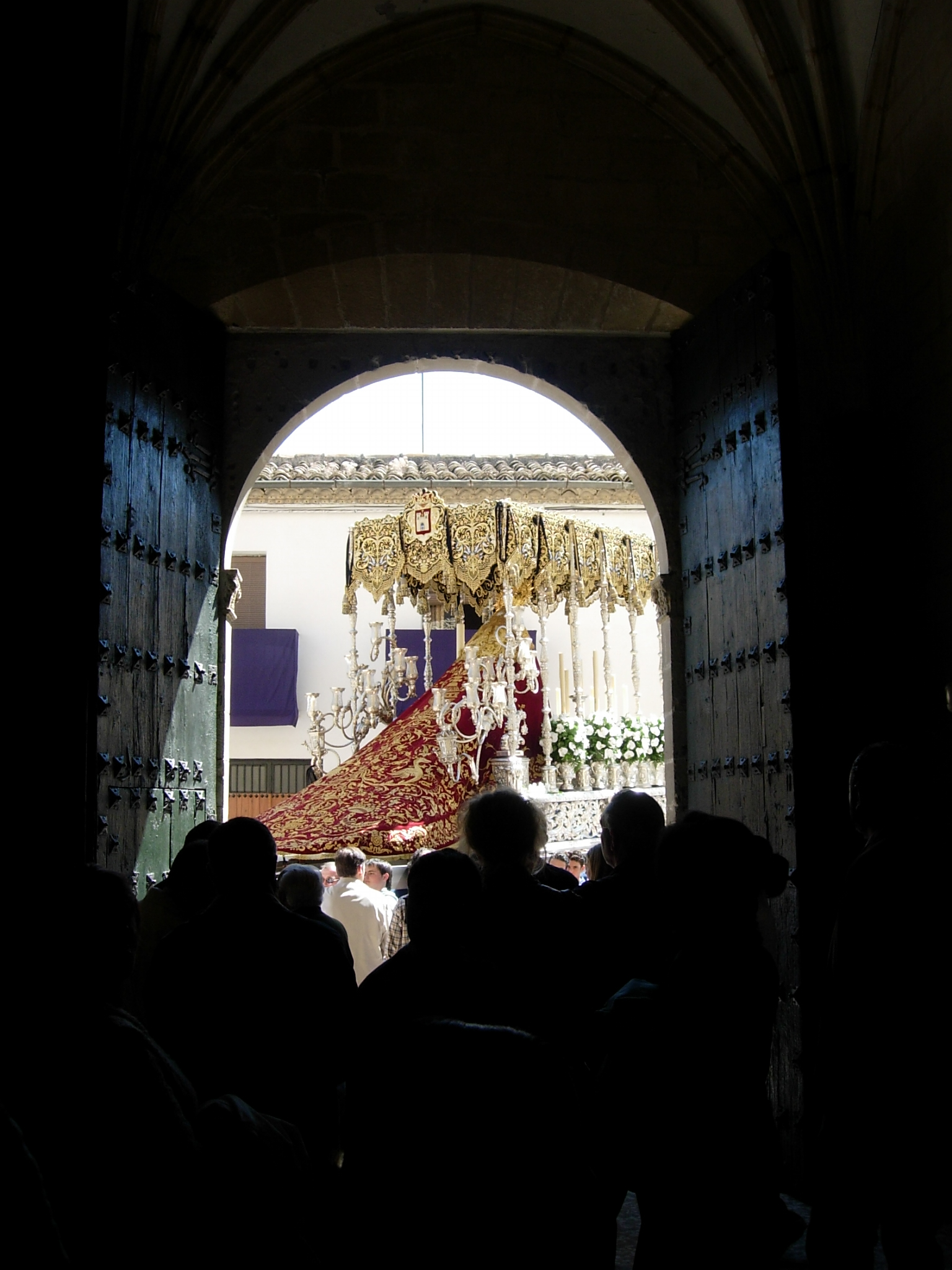
La Fervorosa sale de San Andrés

### Viernes Santo
- La Vera+Cruz[36] (madrugá)

La Ilustre y Venerable Cofradía de la Santa Vera+Cruz reside canónicamente en la iglesia de la Santa Cruz y hace procesión de penitencia con cuatro pasos:
1. La alegoría del triunfo de la Santa Cruz del orfebre Rafael Moreno (Granada 1972-73).
2. Jesús (1945) ayudado a llevar la Cruz por Simón de Cirene (1948), ambas tallas obra de Amadeo Ruiz Olmos (Córdoba).
3. Lignum Crucis (relicario barroco, siglo XVII).
4. Soledad de María (bajo la advocación de Virgen de la Aurora) acompañada por S. Juan Apóstol. La Virgen es obra Juan A. Sánchez Sáez (Baeza 1982) reformada por Manuel Hernández León (Sevilla 1988) quien también talló a S. Juan en el mismo año.

En 2011, año del VI centenario fundacional de la hermandad de La Yedra, su crucificado (Amadeo Ruiz Olmos, Córdoba h. 1944) iba a participar de manera extraordinaria como tercer paso en el cortejo penitencial de esta corporación (procesión finalmente suspendida por la lluvia) con la cual La Yedra está hermanada desde 2001.
- El Paso[37] (mañana): La Real, Venerable, Antigua e Ilustre Archicofradía de Ntro Padre Jesús Nazareno y la Cruz de Sta Elena reside en la parroquia de S. Pablo desde la que hace estación de penitencia a la s.i. catedral con dos pasos:

1. Jesús con la cruz a cuestas camino del Calvario, talla anónima (segunda mitad del siglo XVI).
2. Mater dolorosa (bajo la advocación de La Amargura) acompañada por San Juan Evangelista, ambas tallas de Amadeo Ruiz Olmos (Córdoba h. 1943).

Al finalizar la procesión penitencial se realiza la ceremonia de El Paso o de El Encuentro: dramatización de las estaciones sexta (La Verónica —Amadeo Ruiz Olmos, Córdoba h. 1943— enjuga el rostro de Cristo) y cuarta (Encuentro de Cristo con su Madre) del Via crucis tradicional realizada con las imágenes mismas (sus manos son móviles) cada una en sus propias andas.
- El Descendimiento (tarde)

La Cofradía del Santísimo Cristo del Descendimiento y María Santísima en su Quinta Angustia reside canónicamente en la parroquia de S. Pablo, pero realiza procesión de penitencia desde su casa de hermandad (C/ Aguayo) con un paso:
1. Cristo (2009) es descendido de la cruz por Nicodemo (2006) y José de Arimatea (2006) en presencia de la Virgen (1999) S. Juan apóstol y las tres marías ‒la de Cleofás (2004) Salomé (2003) y Magdalena (2002)— misterio tallado por Antonio Jesús Dubé Herdugo (Sevilla).

- La Expiración[38] (tarde)

La Venerable y Antigua Cofradía del Santísimo Cristo de la Expiración, Señor de las Necesidades y María Santísima de la Merced y Piedad reside en la parroquia de S. Pablo desde la que realiza procesión de penitencia con un paso:
1. Jesús expirando en la cruz, talla anónima de hacia 1603 atribuida en las últimas décadas al giennense Sebastián de Solís y más recientemente relacionada con Alonso de Mena,[39] que desde 2019 es acompañada en el mismo paso por una Mater dolorosa obra de Antonio Jesús Parras Ruiz (Torredelcampo 2018).

- Las Angustias (tarde)[40]

La Muy Ilustre y Fervorosa Cofradía y Hermandad de María Santísima de las Angustias reside en la parroquia de S. Pablo desde la que realiza procesión de penitencia con un paso:
1. Una Piedad obra de Juan Ginés Marzagosa (Valencia 1940-41) restaurada y policromada por Juan Luis Vassallo Parodi (1960).

- El Santo Entierro (noche)

La Cofradía del Santo Sepulcro y Nuestra Señora de los Dolores reside canónicamente en la capilla del extinto convento de La Encarnación de las carmelitas descalzas desde donde hace procesión de penitencia con un paso:
1. Cristo yacente, obra de Manuel Rodríguez Delgado (Baeza 1962) restaurado y policromado por Miguel Ángel González Jurado (Córdoba 1991), en presencia de una Mater Dolorosa obra de Miguel Ángel González Jurado (Córdoba 1990).

- La Soledad (noche)

La Hermandad de Nuestra Señora de la Soledad reside en la iglesia del antiguo hospital de La Concepción (hoy regentado por la orden del Carmelo Descalzo) y hace procesión de penitencia con un paso:
1. Mater dolorosa bajo palio, talla anónima de escuela granadina (primera mitad del siglo XVIII).

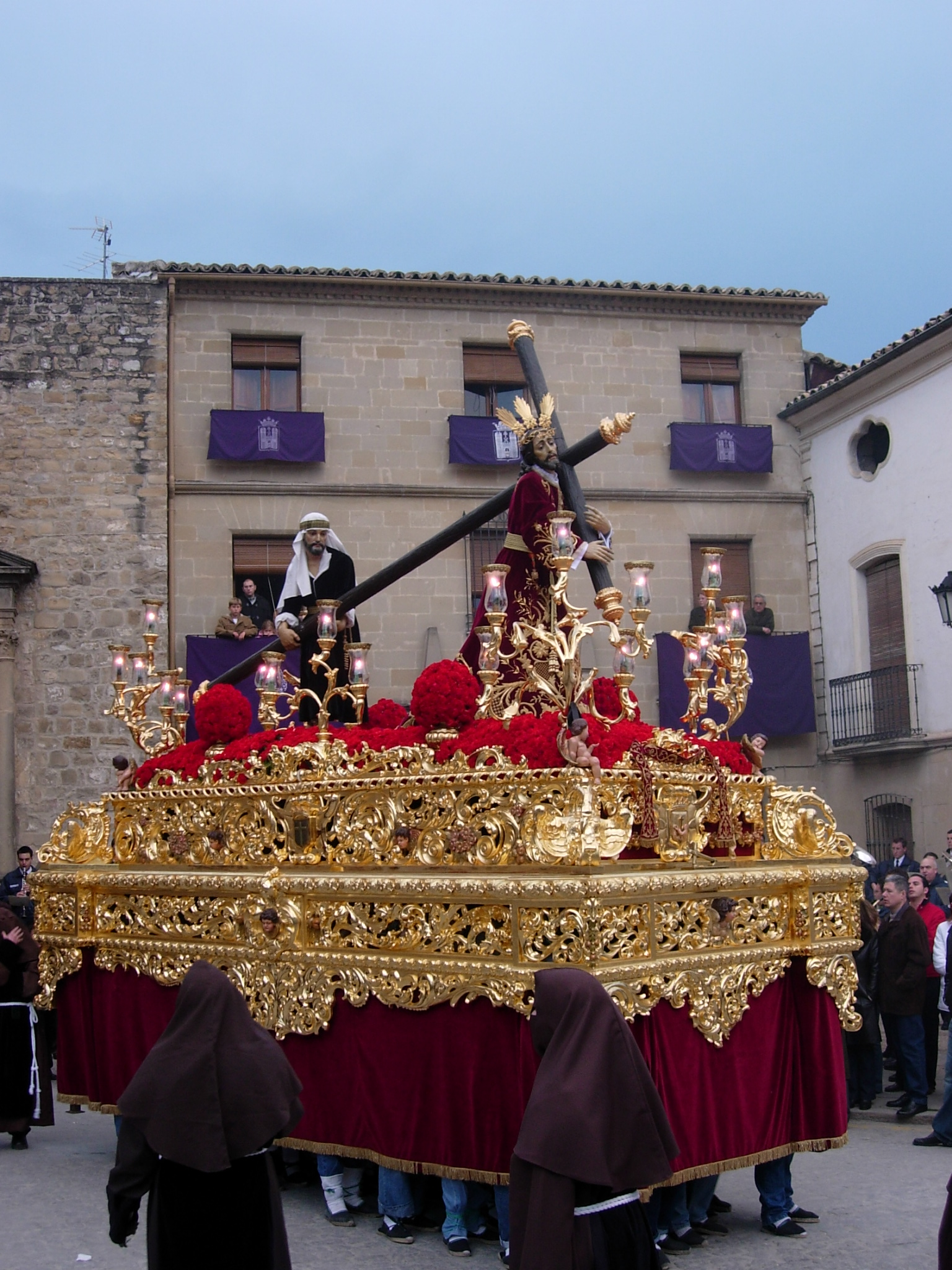
El Cristo de la Vera+Cruz tras pasar la Puerta de Úbeda
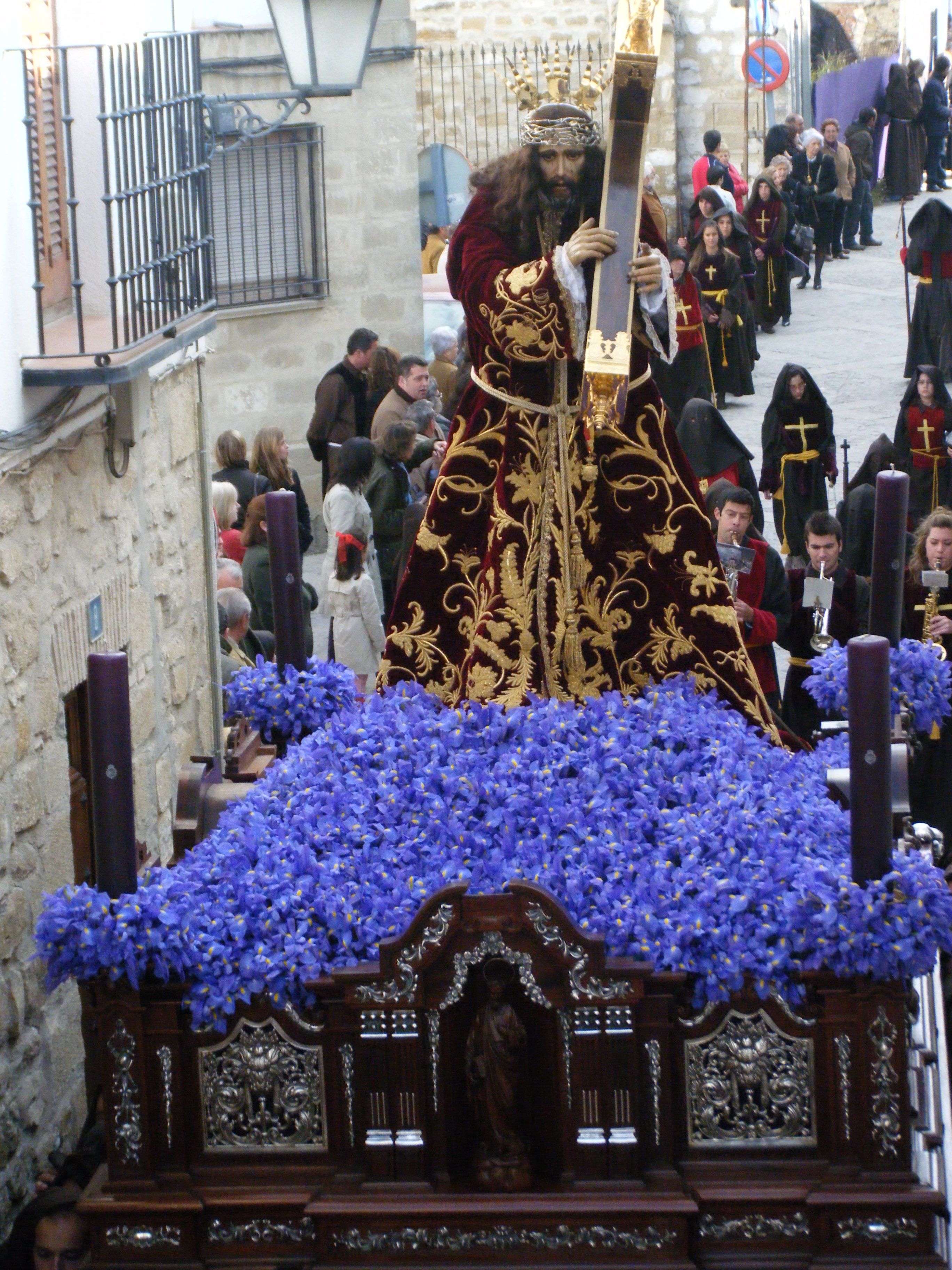
El Señor de El Paso por la C/ Sacramento en 2009
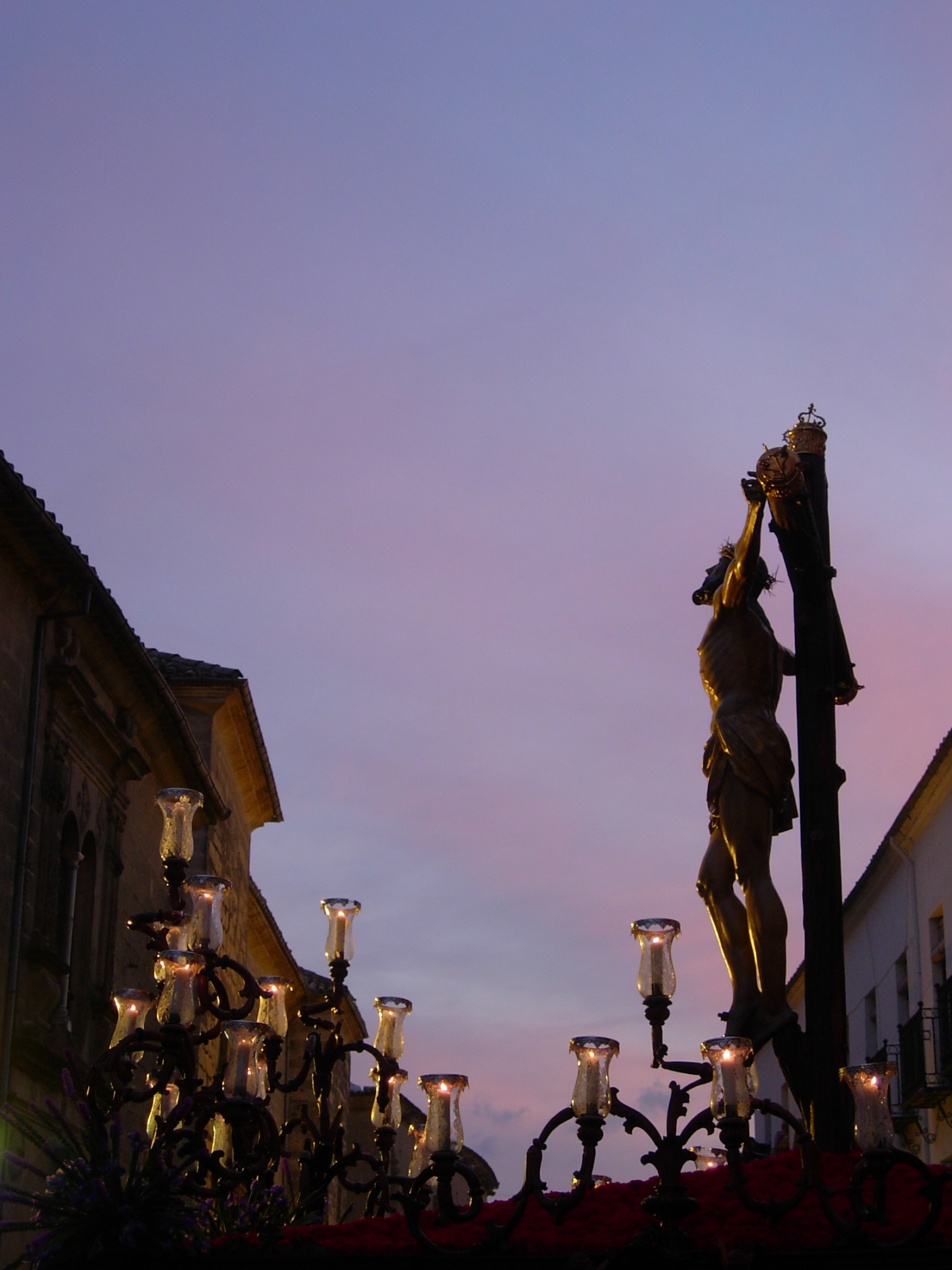
El Cristo de La Expiración abandona la parroquia de S. Pablo
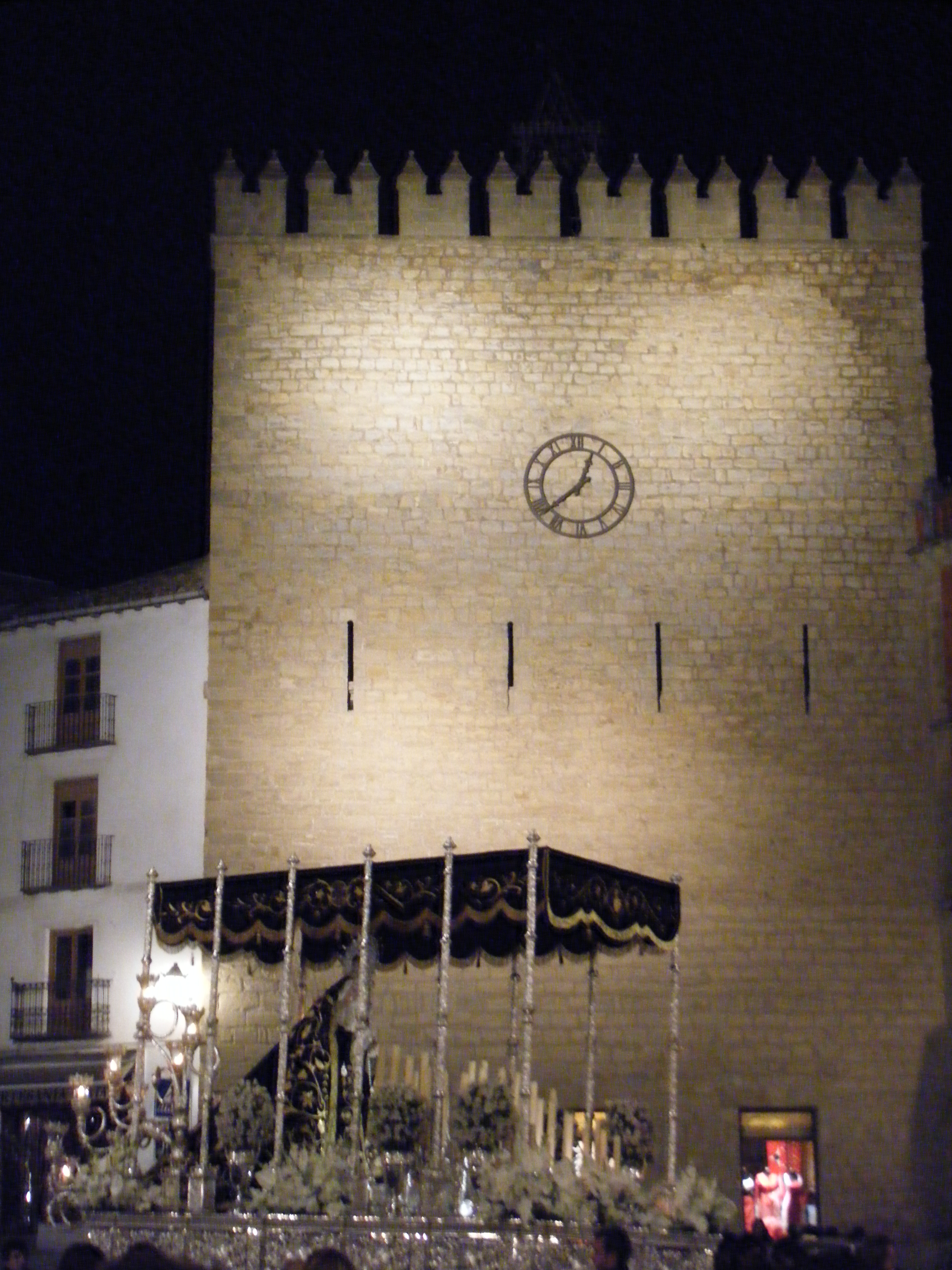
Ntra Sra de La Soledad ante la torre de Los Aliatares en 2009
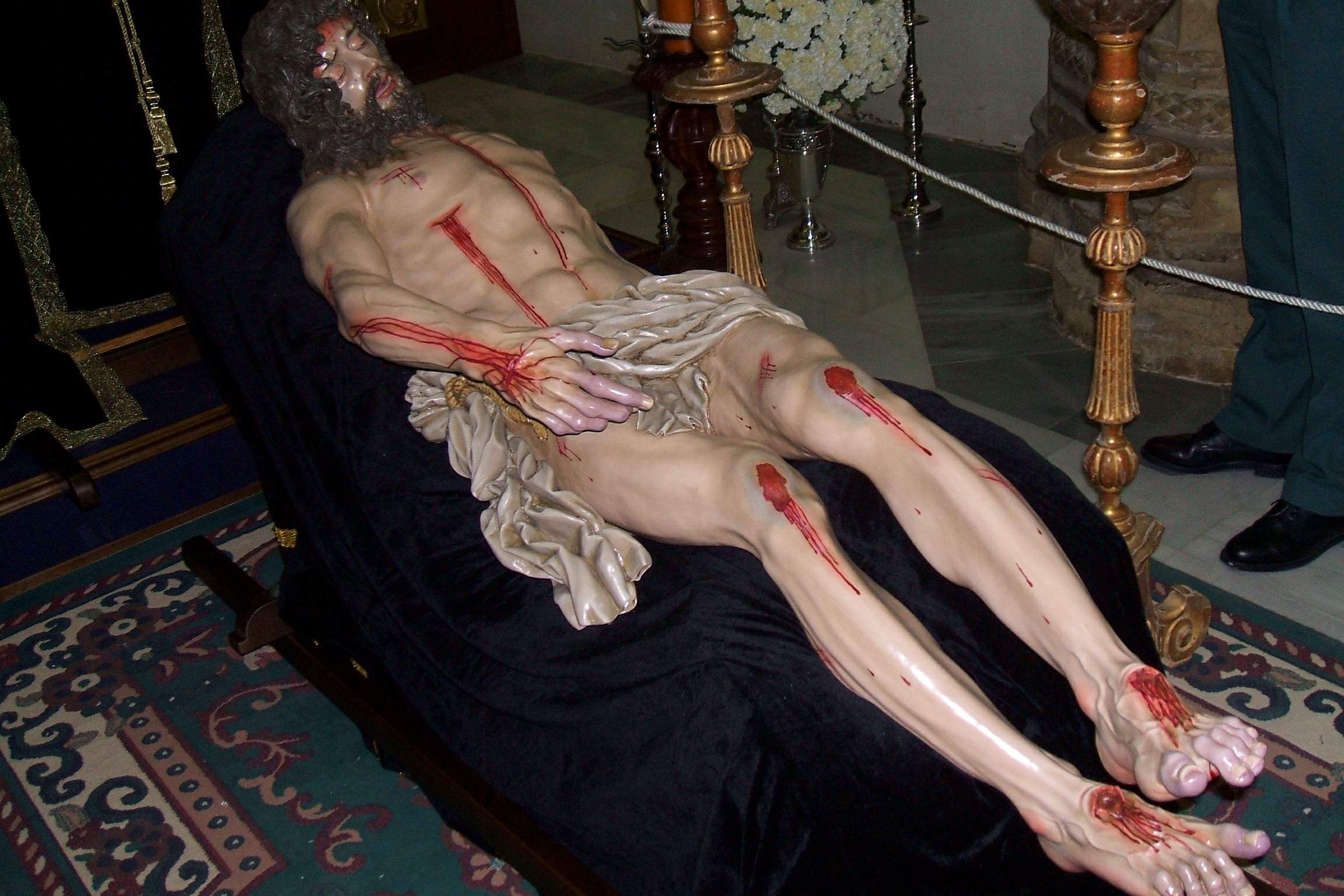
Cristo del Descendimiento
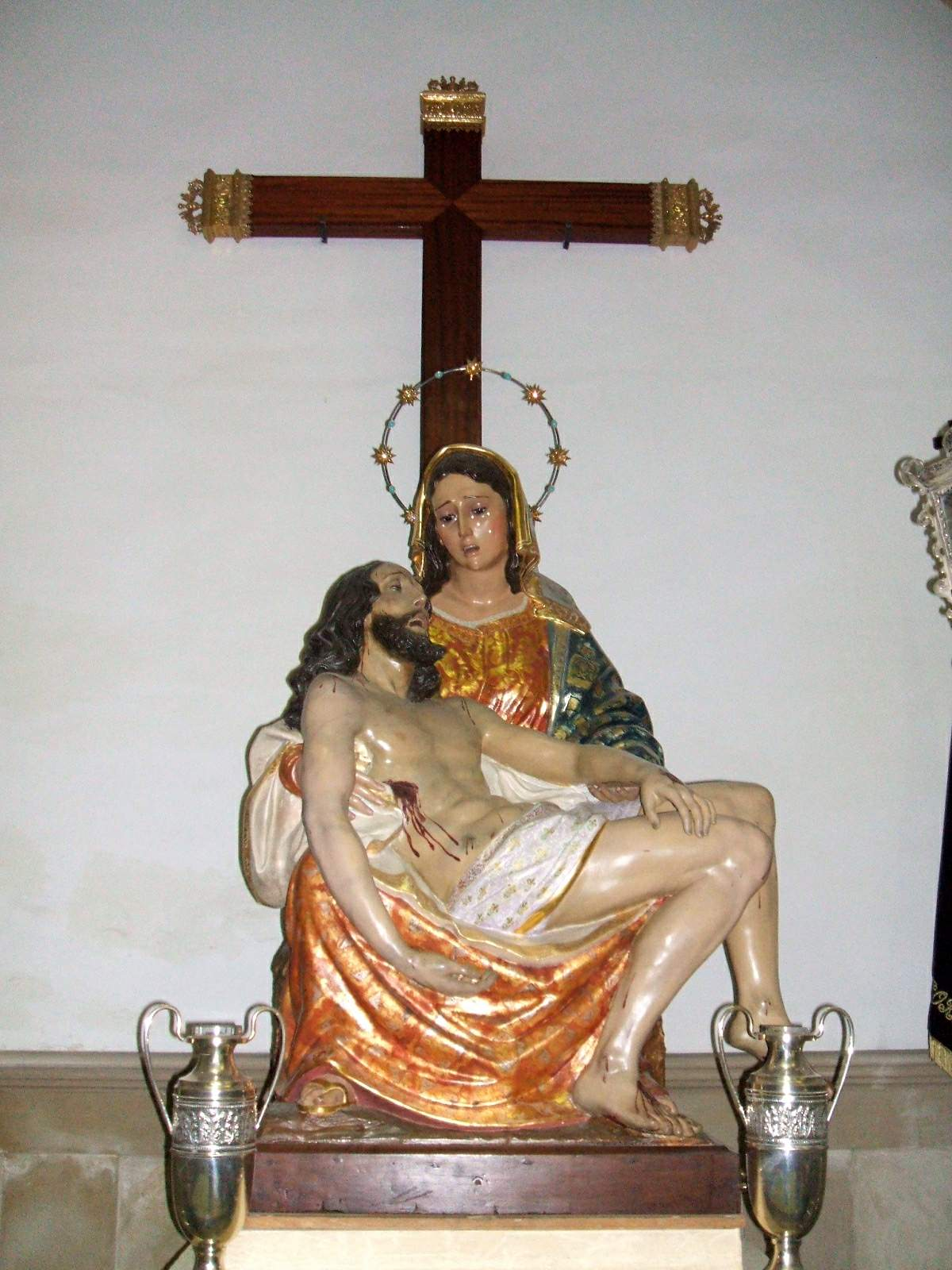
Las Angustias

### Domingo de Resurrección
- El Resucitado (mañana)

La Pontificia y Real Archicofradía de Nuestro Padre Jesús Resucitado y San Cristóbal reside en la parroquia de Sta María del Alcázar y S. Andrés Apóstol desde la que realiza procesión con un paso:
1. Cristo resucitado saliendo del sepulcro mientras cuatro soldados romanos lo contemplan espantados. Todo el misterio es obra de Amadeo Ruiz Olmos (Córdoba 1947).

- El Niño[41]

La Cofradía de la Santísima Virgen de la Cabeza y Niño Jesús (filial de la real cofradía matriz) reside canónicamente en el convento de San Antonio, y lleva a cabo dos procesiones:
1. En la procesión manital la imagen del Niño Jesús (de pie en actitud de bendecir— talla anónima de taller granadino, 1941) es trasladada al convento en unas pequeñas andas desde la casa del hermano mayor.
2. En la procesión vespertina (realizada desde el convento y tras celebrarse el juego de la bandera) al Niño (siempre en sus propias andas) lo acompaña su Madre —de pie sobre una nube en presencia de un pastor arrodillado (talla anónima de taller granadino, 1941). La Virgen regresa al convento, mientras el Niño prosigue hasta la casa del hermano mayor, donde es custodiado el resto del año. Los pasos son portados por cualquiera que lo desee y el del Niño lo es solo por niños y niñas.

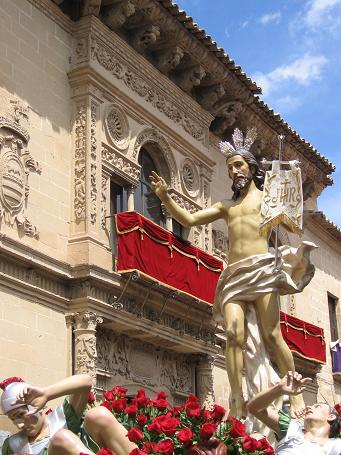
El Resucitado pasando por la Carrera Oficial
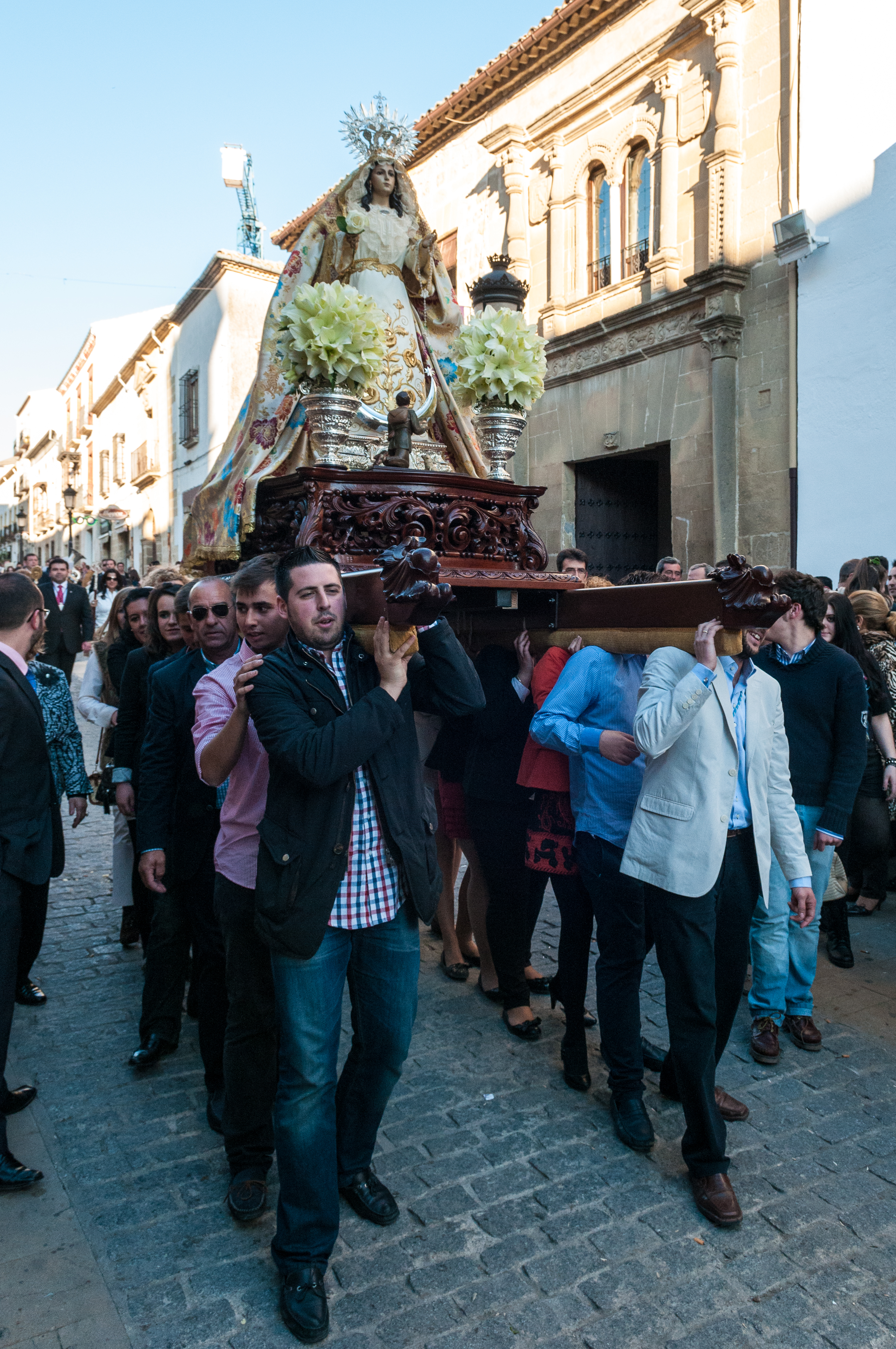
La Virgen de la Cabeza por la calle S. Pablo